# Пушкин (город)
Пу́шкин (до 1918 года — Ца́рское Село́, с 1918 по 1937 год — Де́тское Село́) — город в составе Пушкинского района города федерального значения Санкт-Петербурга и его внутригородское муниципальное образование, в 1936 году был передан в административное подчинение Ленинграда. Крупный туристический, научный, учебный и военно-промышленный центр. Включён в список памятников, охраняемых ЮНЕСКО, в составе объекта «Исторический центр Санкт-Петербурга и связанные с ним комплексы памятников».
Население — 108 969 чел. (2025).
Через город проходит железнодорожная линия Санкт-Петербург — Витебск, на его территории расположены железнодорожная станция Царское Село и остановочный пункт Детскосельская. Расстояние между Витебским вокзалом Санкт-Петербурга и Царским Селом составляет 22,6 километра. Почтамт Санкт-Петербурга и отделение связи № 1 Пушкина расположены на расстоянии 24 километров по прямой. Город расположен в пределах Приневской низины.
Загородная императорская резиденция Царское Село была основана в 1710 году; город — с 1808 года. В городе находится музей-заповедник «Царское Село» — памятник градостроительного искусства и дворцово-парковый ансамбль XVIII — начала XX века. В состав заповедника входит Екатерининский парк с Екатерининским дворцом и другими сооружениями.

## Физико-географическая характеристика

### Рельеф и геологическое строение
Город расположен в Приневской низине по левому берегу реки Невы. Ландшафт достаточно разнообразен: холмы, гряды и террасы чередуются с долинами, равнинами, лесные массивы сменяются сельскохозяйственными угодьями. Многочисленные родники дают начало ручьям и питают пруды.
В эпоху палеозоя 300—400 миллионов лет назад данная территория была покрыта морем. Осадочные отложения того времени — песчаники, пески, глины, известняки — покрывают мощным слоем (свыше 200 метров) кристаллический фундамент, состоящий из гранитов, гнейсов и диабазов. Современный рельеф образовался в результате деятельности ледникового покрова (последнее Валдайское оледенение было 12 тысяч лет назад). После отступления ледника образовалось Литориновое море, уровень которого был на 7—9 м выше современного. 4 тысячи лет назад море отступило, и образовалась долина реки Невы. Долина сложена озёрно-ледниковыми и постледниковыми отложениями. Последние 2,5 тысячи лет рельеф почти не менялся.

### Климат
Климат Пушкина умеренный и влажный, переходный от морского к континентальному. Продолжительность дня меняется от 5 часов 51 минуты в зимнее солнцестояние до 18 часов 50 минут в летнее солнцестояние. Лето короткое, умеренно тёплое, зима продолжительная, неустойчивая, с частыми оттепелями. Весна и осень носят затяжной характер. Положительные температуры воздуха преобладают с начала апреля по конец первой декады ноября. Самый холодный месяц — февраль. Среднегодовая сумма осадков — 590 мм.
Преобладающие направления ветров — южное. Для города характерна частая смена воздушных масс, обусловленная в значительной степени циклонической деятельностью. Летом преобладают западные и северо-западные ветры, зимой — западные и юго-западные. «Роза ветров» на территории города обеспечивает в любое время года свежий, целебный, чистый воздух.
Самыми пасмурными месяцами являются ноябрь, декабрь, январь. Минимальная облачность наблюдается в мае, июне, июле. Количество солнечных дней в году — не менее 240. C 25—26 мая по 16—17 июля начинается сезон «белых ночей», когда солнце лишь ненадолго заходит за горизонт, а светлое время суток в конце июня достигает почти девятнадцати часов.
Основу ресурсного потенциала Пушкина составляют пресные поверхностные и подземные воды.
Годовые показатели температуры воздуха и осадков:
| Показатель                    | Янв.  | Фев.  | Март  | Апр.  | Май  | Июнь | Июль | Авг. | Сен. | Окт.  | Нояб. | Дек.  | Год   |
| ----------------------------- | ----- | ----- | ----- | ----- | ---- | ---- | ---- | ---- | ---- | ----- | ----- | ----- | ----- |
| Абсолютный максимум, °C       | 8,6   | 10,2  | 14,9  | 25,3  | 30,9 | 34,6 | 35,3 | 33,5 | 30,4 | 21,0  | 12,3  | 10,9  | 35,3  |
| Средний суточный максимум, °C | −2,3  | −1,4  | 4,1   | 9,2   | 16,1 | 20,5 | 22,2 | 20,6 | 14,6 | 8,5   | 1,8   | −0,7  | 9,4   |
| Средняя температура, °C       | −6,5  | −6    | −1,4  | 4,4   | 10,9 | 15,8 | 17,7 | 16,4 | 11,0 | 5,6   | −0,1  | −3,9  | 5,2   |
| Средний суточный минимум, °C  | −7,9  | −7,7  | −2,9  | 1,6   | 7,1  | 11,9 | 14,0 | 13,0 | 8,0  | 3,7   | −2,1  | −5,5  | 2,8   |
| Абсолютный минимум, °C        | −35,9 | −35,2 | −29,9 | −21,8 | −6,6 | 0,1  | 4,9  | 1,3  | −3,1 | −12,9 | −22,2 | −34,4 | −35,9 |
| Норма осадков, мм             | 40    | 31    | 35    | 33    | 38   | 64   | 78   | 77   | 67   | 65    | 56    | 49    | 633   |

### Почвы, растительный и животный мир
До основания города территория была покрыта хвойными лесами (сосновые и еловые) с примесью широколиственных пород и низинными болотами. Преобладают поверхностно-подзолистые в сочетании с торфяно-подзолисто-глеевыми почвами. В результате интенсивной хозяйственной деятельности людей естественный ландшафт повсеместно уступил место культурному ландшафту. Теперь здесь преобладают сельскохозяйственные угодья с небольшими участками вторичных осиновых и берёзовых лесов, сероольшаников и ивняков. В XVIII—XIX веках сложилась парковая зона города Пушкина площадью 704 га (Екатерининский, Александровский, Баболовский, Отдельный, Фермерский парки).
В окрестностях Пушкина иногда встречаются заяц-русак и ондатра. В городе водится большое количество птиц, пресмыкающихся и беспозвоночных.
Экологически это — наиболее чистый район благодаря природному микроклимату и жёсткой природоохранной политике администрации.

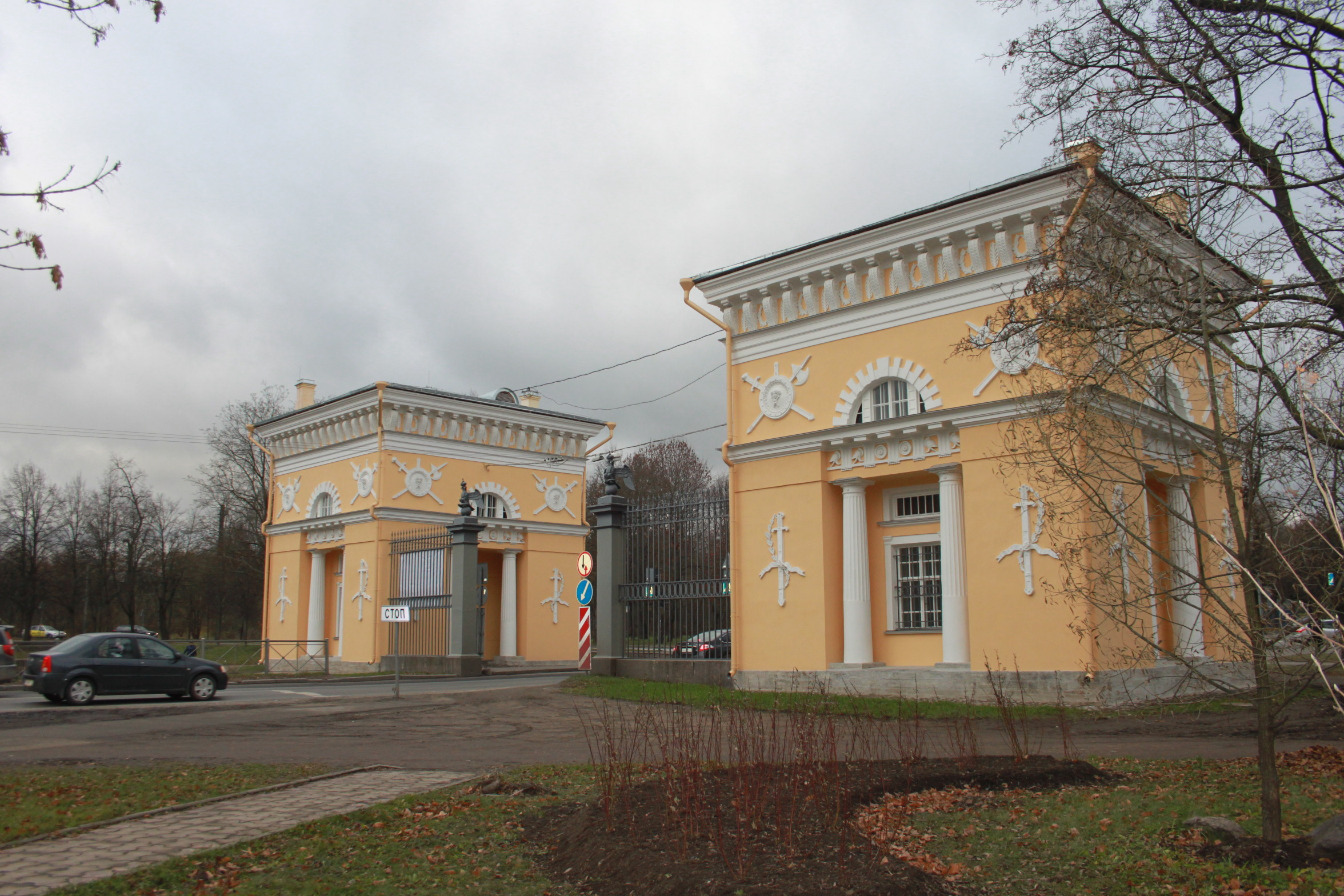
Московские ворота
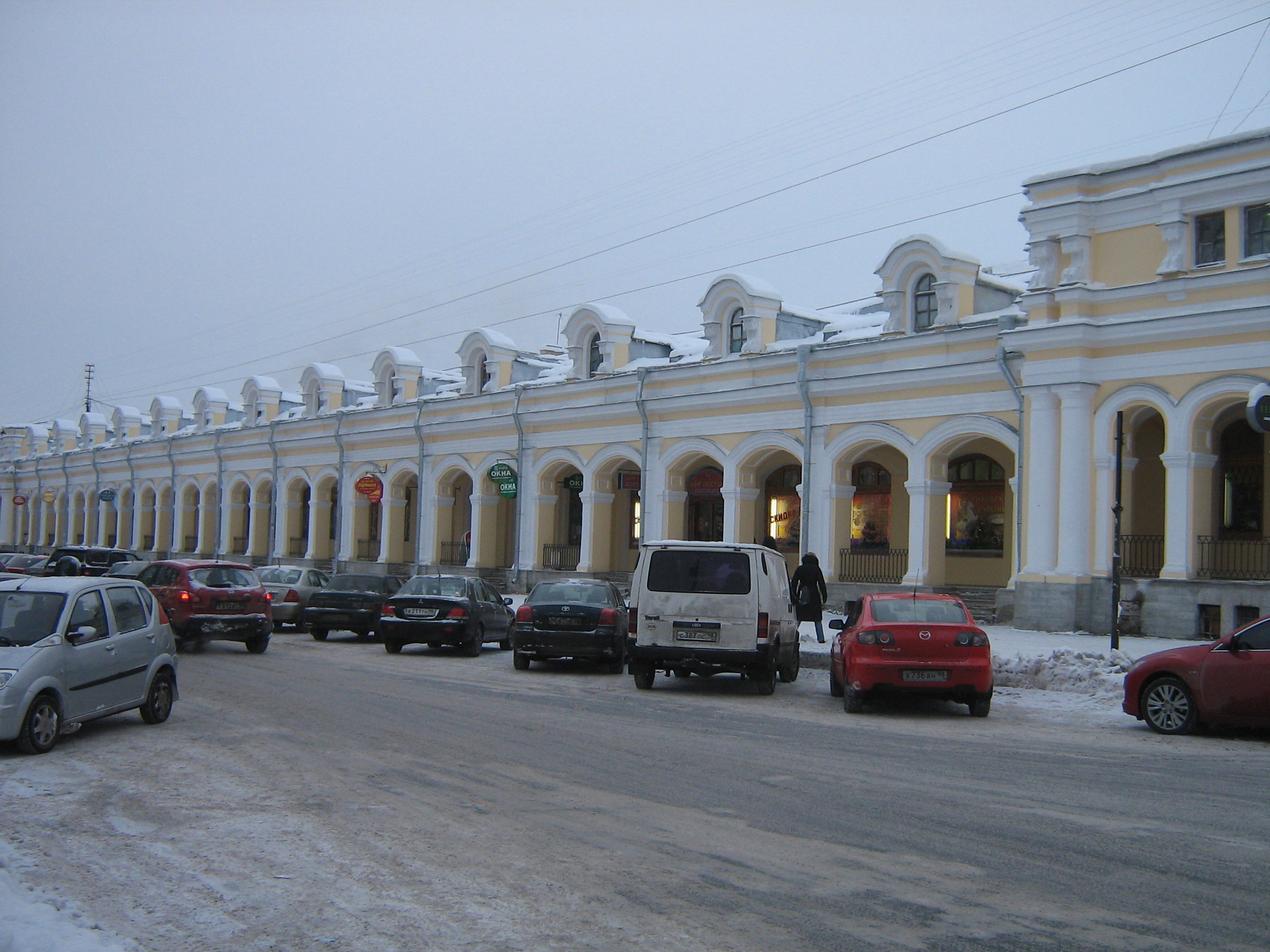
Гостиный двор
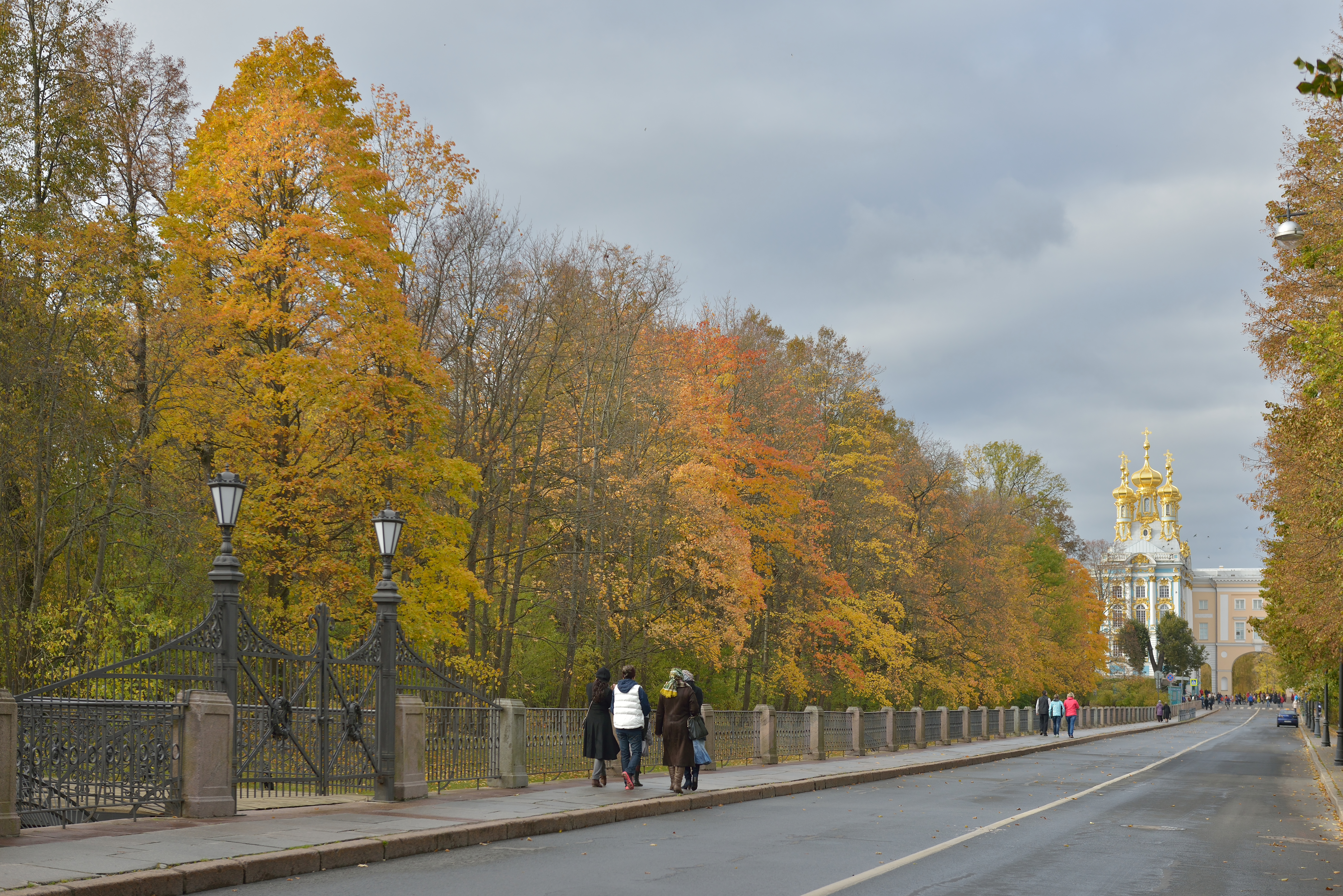
Садовая улица
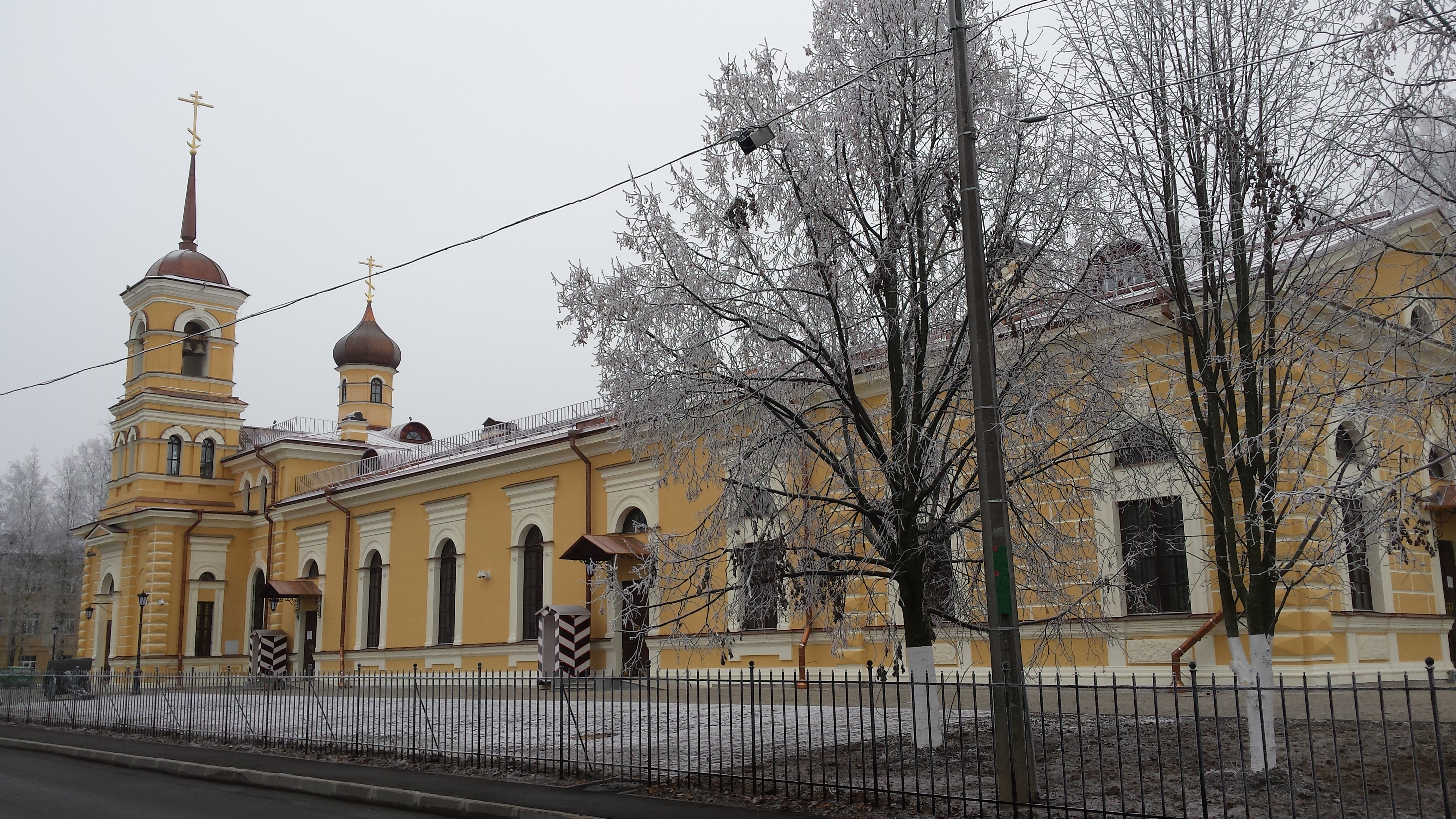
Церковь преподобного Сергия Радонежского

## История

### Возникновение Царского Села
В шведское время (1609—1702) на территории Екатерининского дворца существовала шведская дворянская усадьба Саари Моис[и]. Это была небольшая усадьба, состоявшая из деревянного дома, хозяйственных пристроек к нему и скромного сада, разделённого двумя перпендикулярными аллеями на четыре квадрата. Впервые это поселение упоминается в составе Никольского Ижорского погоста в «Переписной окладной книге по Новгороду Вотской пятины» 1501 года. На картах, составленных для Бориса Годунова, поместье имеет название «Сарица». Позднее, под влиянием русской народной этимологии, название трансформировалось в «Сарскую мызу», затем в «Саарское село», и, наконец, стало Царским Селом.
После изгнания шведов из этого района Пётр I в 1707 году подарил мызу А. Д. Меншикову, а позднее, 13 (24) июня 1710 года, Сарская мыза (вместе с 43 приписанными деревнями и угодьями) была подарена Марте Скавронской, ставшей в 1712 году его женой под именем Екатерины Алексеевны. Эта дата — 13 (24) июня 1710 года — и является датой основания Царского Села. В 1718—1724 годах по проекту архитектора Иоганна Браунштейна здесь вырос небольшой двухэтажный каменный дворец, окружённый подсобными постройками. Был расширен сад, заново перепланированный террасами мастером садово-паркового искусства Я. В. Роозеном. В 1719 и 1722 годах на нижней террасе вырыли два пруда.
Недалеко от дворца возникла слобода дворцовых служителей. В 1716 году построена деревянная Успенская церковь: с этого момента Сарская мыза превращается в Сарское Село. В 1720 году возникает первая улица Царского Села — Садовая (изначальное название — Передняя улица). В 1721 году учреждена Кузьминская слобода из крестьян Суздальской губернии. В 1734 году началось строительство Знаменской церкви — старейшего каменного здания города.

### Императорская резиденция

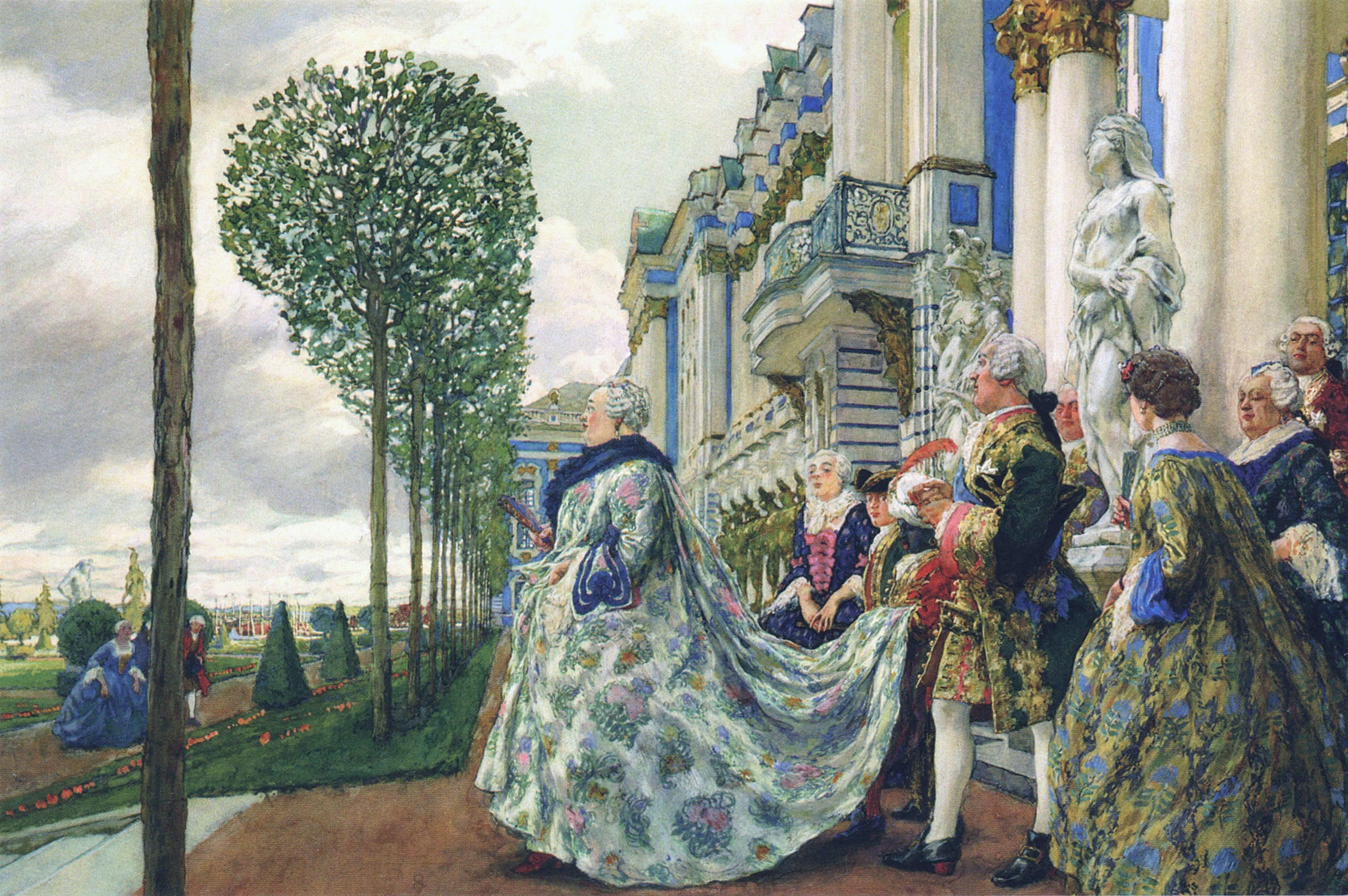
Е. Е. Лансере. Императрица Елизавета Петровна в Царском Селе. Гуашь. 1905

В царствование Елизаветы Петровны Царское Село стало императорской резиденцией, вокруг которой постепенно сложилось поселение. В 1740—1750-х годах скромный дворец Екатерины I перестраивается в роскошную летнюю резиденцию. С 1752 по 1756 год реконструкцию Екатерининского дворца вёл архитектор Ф. Б. Растрелли. В основных чертах дворец и сейчас имеет облик, который был придан ему архитектором. В 1755 году из третьего Зимнего дворца сюда перенесли Янтарный кабинет, подаренный в 1716 году Петру I прусским королём Фридрихом Вильгельмом. Одновременно шло расширение территории сада, южной границей которого стали Нижние пруды. В саду появились скульптуры и парковые павильоны. Для водоснабжения парковых водоёмов прорыли от Виттоловских ключей (в 6 км от Царского Села) канал. В этот период сложился облик Садовой улицы. В её верхней части появились построенные по проектам С. И. Чевакинского четыре однотипных «кавалерских» домов в барочном стиле для дворцовой кастелянши и приезших кавалеров; при Екатерине II они получили названия: «Лекарский», «Генерал-прокурорский», «Кабинетский» и «Гофмаршальский», ниже — большая каменная оранжерея. Стоящий на углу Леонтьевской и Садовой улиц «кавалерский» домик в 1820 году был предоставлен в распоряжение историка Карамзина.
К 1770-м годам к северо-востоку от главного дворцового комплекса разрослась слобода. Екатерина II пыталась регламентировать дальнейший рост населения. В январе 1780 года для упорядочения слободы был издан указ, предписывающий «при селе Царском, по праву сторону Новой дороги Новгородской, а по левую к Порхову идущей, устроить город под названием „София“ и вместе с тем учредить Софийский уезд». С учреждением города Софии там появилась своя администрация с городничим, магистратом, ратушей, не подведомственная Царскосельской. В самом Царском Селе запретили строительство жилых домов, а чиновников, купцов и духовенство расселили в Софии. Екатерина повелела провести водопровод, достаточный для питания прудов и для снабжения питьевой водой Царского Села и Софии. Город София был разбит на отдельные правильные квадраты с обширной площадью в центре. Рядом с площадью вначале построили деревянную церковь святых Константина и Елены, а в 1788 году на самой площади — и каменный Софийский собор.
В 1770-х годах к западу от Большого дворца создаётся новый пейзажный парк (в дальнейшем — Александровский парк). В 1782 году построены Орловские ворота. В 1792—1795 годах на северо-восточной границе Нового сада для будущего императора Александра I по проекту Дж. Кваренги построен Александровский дворец.
Вот как описывает слободу при Большом дворце и Софию И. Г. Георги в 1794 году:

§ 1086. Жители слободы около замка суть садовники и другие придворные служители, такоже и многие крестьяне. Она имеет прекрасную каменную церковь, но малое токмо число каменных домов. Здесь живут также два трактирщика, к коим чужие приставать и стол иметь могут. В слободе находится завод для белой, красной и синей бумаги на Государственные ассигнации.

§ 1086. Уездный город София находится в 1 версте от Царского села и заложен в 1785 году. Оный построен при каналах Царскосельских садов, расположен правильно и имеет кроме уездных присутственных мест такожде каменный почтовый двор и несколько каменных обывательских домов. Прекрасная большая церковь оного построена по подобию Софийской церкви в Константинополе и есть церковь Кавалерской думы Ордена Св. Владимира. Она построена архитектором Старовым. Процветанию сего города препятствует близость Санкт-Петербурга.
29 августа 1808 года при императоре Александре I Царское Село было объединено с Софией и получило статус города — центра Царскосельского уезда. Отсюда характерный «александровский стиль» старых зданий. Однако София неофициально существует и поныне: как название для определённой старинной части города, ограниченной с разных сторон Павловским шоссе, улицами Сапёрной, Гусарской и Парковой.

### Город

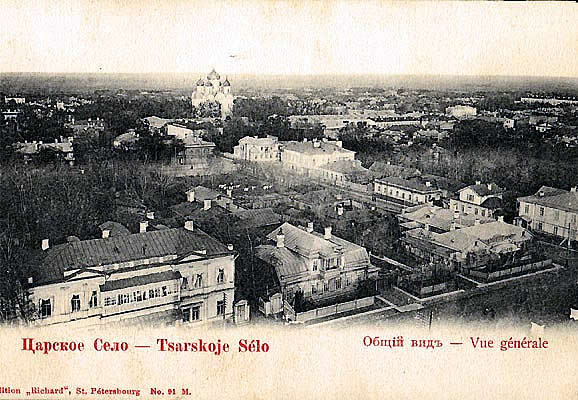
Царское Село. Общий вид.
Открытка. 1904 год

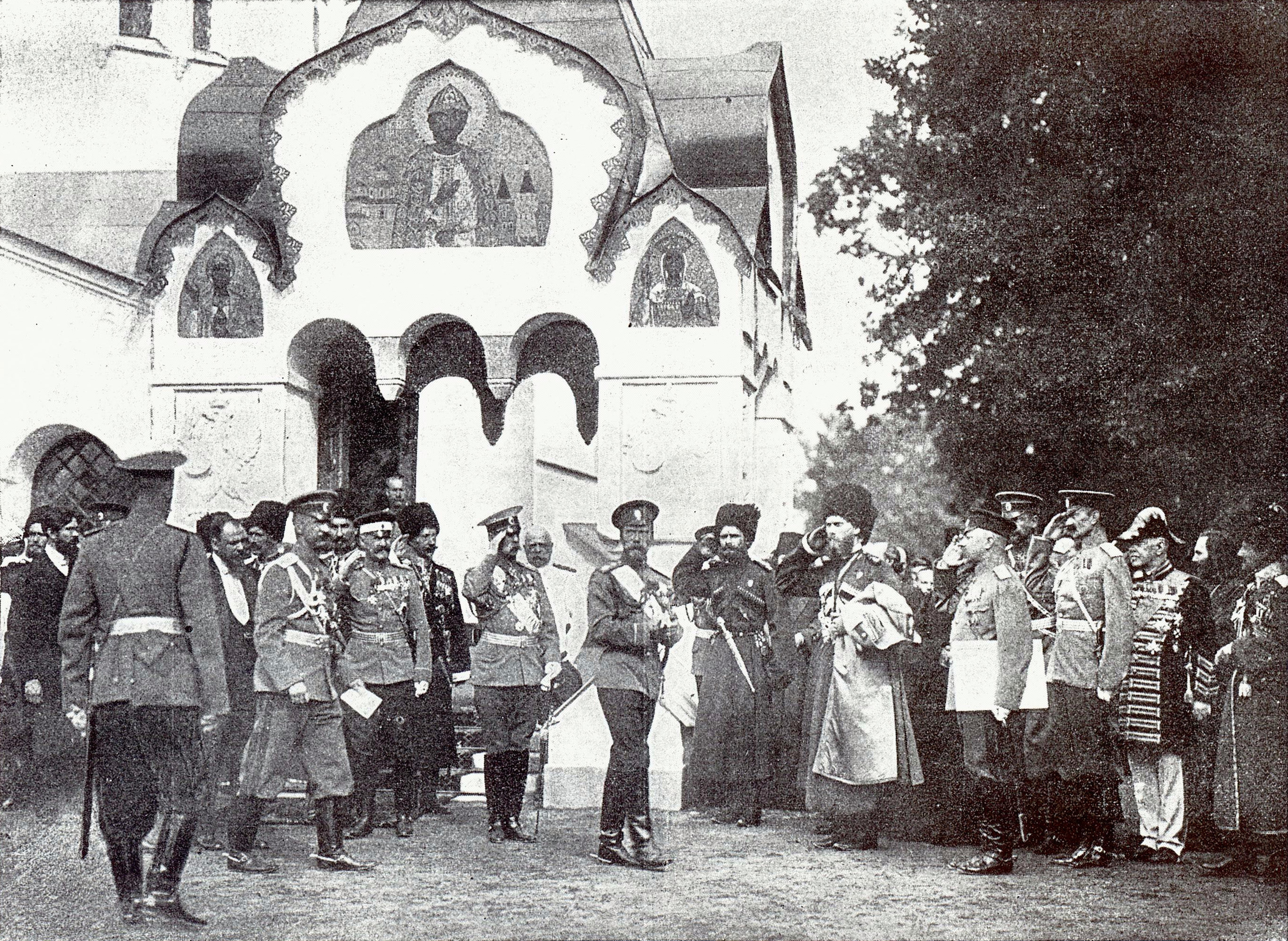
Приём Николаем II депутации после освящения Феодоровского Государева собора. Фото 1912 года

В 1808 году Александр I городским архитектором Царского Села назначил шотландского архитектора Вильям Гесте, который занимал эту должности до своей смерти в 1832 году. Зодчий начал работу с составления генерального плана застройки города: Царское Село было разбито на кварталы, застроенные симметрично расположенными зданиями. Кварталы делились на участки с садами и огородами. В генеральном плане были заложены четыре площади: торговая, административная, полукруглая и Знаменская. Началось новое заселение Царского Села, куда из Софии перевели присутственные места и жителей, которым были розданы новые земельные участки в соответствии с утверждённым новым планом города. София опустела. На её месте устроили обширное военное поле; в 1817 году, за неимением прихожан, была уничтожена деревянная приходская Царёво-Константиновская церковь, а Софийский собор стал полковой церковью лейб-гвардии Гусарского полка.
В 1817 году в городе насчитывалось всего 15 улиц, 354 обывательских и казённых строения. Население составляло 4 тысячи человек.
После пожара 1820 года работы в Большом дворце вёл В. П. Стасов. Им были построены несколько зданий в классическом стиле: Манеж, Конюшенный корпус, Большая оранжерея. С 1811 по 1843 год во флигеле Екатерининского дворца помещался Царскосельский лицей. В нём в 1811—1817 годах жил и учился Александр Пушкин. В 1817 году воздвигнуты ворота «Любезным моим сослуживцам» в память Отечественной войны 1812 года. В 1824 году возник Колонистский пруд («Колоничка»). В 1824—1827 годах архитекторами братьями Л. и Д. Адамини возведён костёл святого Иоанна. В 1827—1830 годах при въезде в город со стороны Петербургского шоссе архитектором А. А. Менеласом были воздвигнуты чугунные Египетские ворота.
В 1837 году вступила в строй первая в Российской империи Царскосельская железная дорога. В 1840 году в городе сооружён Екатерининский собор. В 1839 году к двум имеющимся городским кварталам добавили третий, около железной дороги, а в 1855 году начали застраивать участки земли вдоль Павловского шоссе. В городе насчитывалось 44 улицы и переулка, 10 церквей, костёл и кирха, 400 частных домов, восемь казарм, три госпиталя, действовало первое крупное учебное заведение — женское духовное училище. Царское Село считалось одним из самых благоустроенных городов: статус императорской резиденции гарантировал городу образцовое устройство. В конце XIX века Царское Село получило телефонную сеть. В 1896 году началось возведение дворцовой электростанции, здание которой построил архитектор С. А. Данини в готическом стиле, а оборудование станции и устройство освещения выполнил инженер Л. В. Шведе. При императоре Александре III, в 1887 году Царское Село стало первым в Европе полностью электрифицированным городом. В городе было 14 тысяч жителей, имелся госпиталь на 150 мест, была устроена богадельня на 40 человек. Городовая Ратуша, полицейское управление, две пожарные команды обеспечивали и поддерживали образцовый порядок.
Царское Село очень любил Николай II: сюда, в Александровский дворец, он привёз в 1895 году свою невесту — принцессу Алису Гессенскую; здесь родились его четыре дочери, а после Февральской революции под домашним арестом содержались члены его семьи; отсюда Романовы отправились на Урал, в свой последний путь. В 1905 году Александровский дворец стал главной резиденцией Николая II, в котором проходили заседания Государственного Совета и аудиенции иностранных послов, сюда приезжали с докладами министры. Поскольку самодержец предпочитал Царское Село столице и большую часть времени любил проводить именно в Царском Селе, город был электрифицирован и оборудован европейскими техническими новинками. В 1902—1908 годах, после соответствующего постановления созданной Вневедомственной комиссии по улучшению санитарных условий г. Царского Села, были устроены по последнему слову техники системы городского водопровода и канализации: впервые в России была применена система раздельной сливной канализации с одновременным устройством станции биологической очистки (до того даже в столице нечистоты сливались слугами в канавы или просто на улицу), а также система освещения. Для уничтожения кухонных отбросов и различного мусора английской фирмой «Горсфоль» были сооружены мусоросжигательные печи при очистной станции, а горячие газы при этом утилизировались для электрического освещения всей территории очистной станции и её отопления. Вокруг города расстилались старинные парки, превышающие своими масштабами размер самого города.
В 1906 году по проекту архитектора С. А. Данини было возведено двухэтажное здание Императорского гаража в стиле английского коттеджа, а 18 февраля 1907 г. Императорский гараж обрёл официальный статус как одно из структурных подразделений Императорского двора. В середине 1906 года в здании Гаража открылась первая в России автошкола — «Императорская школа шофёров». В последующие годы были построены ещё два здания для парка автомобилей царской семьи — «модерн» (В. А. Липский, 1908) и в неоклассическом стиле (А. К. Миняев, 1913). Комплекс зданий был разбит на несколько функциональных зон: в первом здании на первом этаже было несколько боксов, мастерские для царских автомобилей, на втором этаже жили служащие гаража, во втором здании находился гараж — резиденция начальника технической службы и личного шофера императорской семьи А. Кегресса, в третьем — хранилище автопарка.
К 1909 году на 30 тысяч жителей в городе было 19 учебных заведений. В 1910-х годах к северу от Большого дворца, на границе Александровского парка и города, был построен стилизованный в духе древнерусской архитектуры Феодоровский городок для императорских конвойных войск: Феодоровский собор, собственно городок с облицованными известняком зданиями трапезной, канцелярии, офицерского и солдатского лазаретов (архитектор С. С. Кричинский). В 1911 году был пущен первый маршрут автобуса.
В 1912 году было основано Царскосельское автомобильно-спортивное общество (в ноябре 2002 года был зарегистрирован возрождённый Царскосельский автомобильно-спортивный клуб).
С Первой мировой войной связано открытие в 1914 году в Царском Селе сверхмощной для того времени 300-киловаттной радиотелеграфной международной станции.

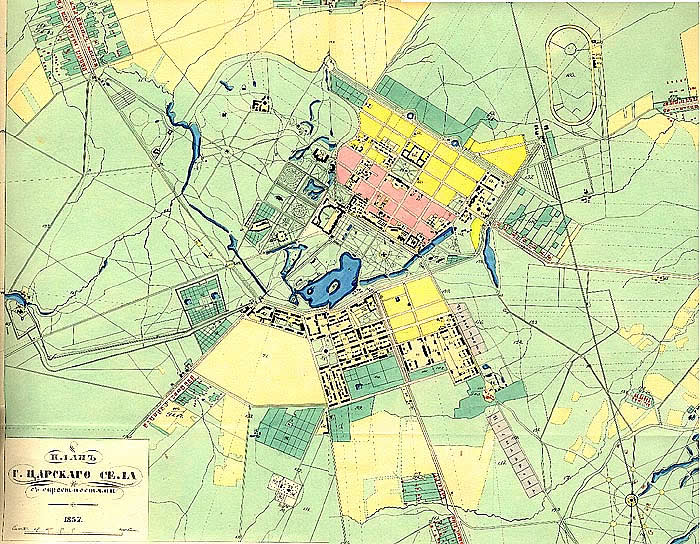
План г. Царского Села с окрестностями. Из Атласа Царского Села 1858 года
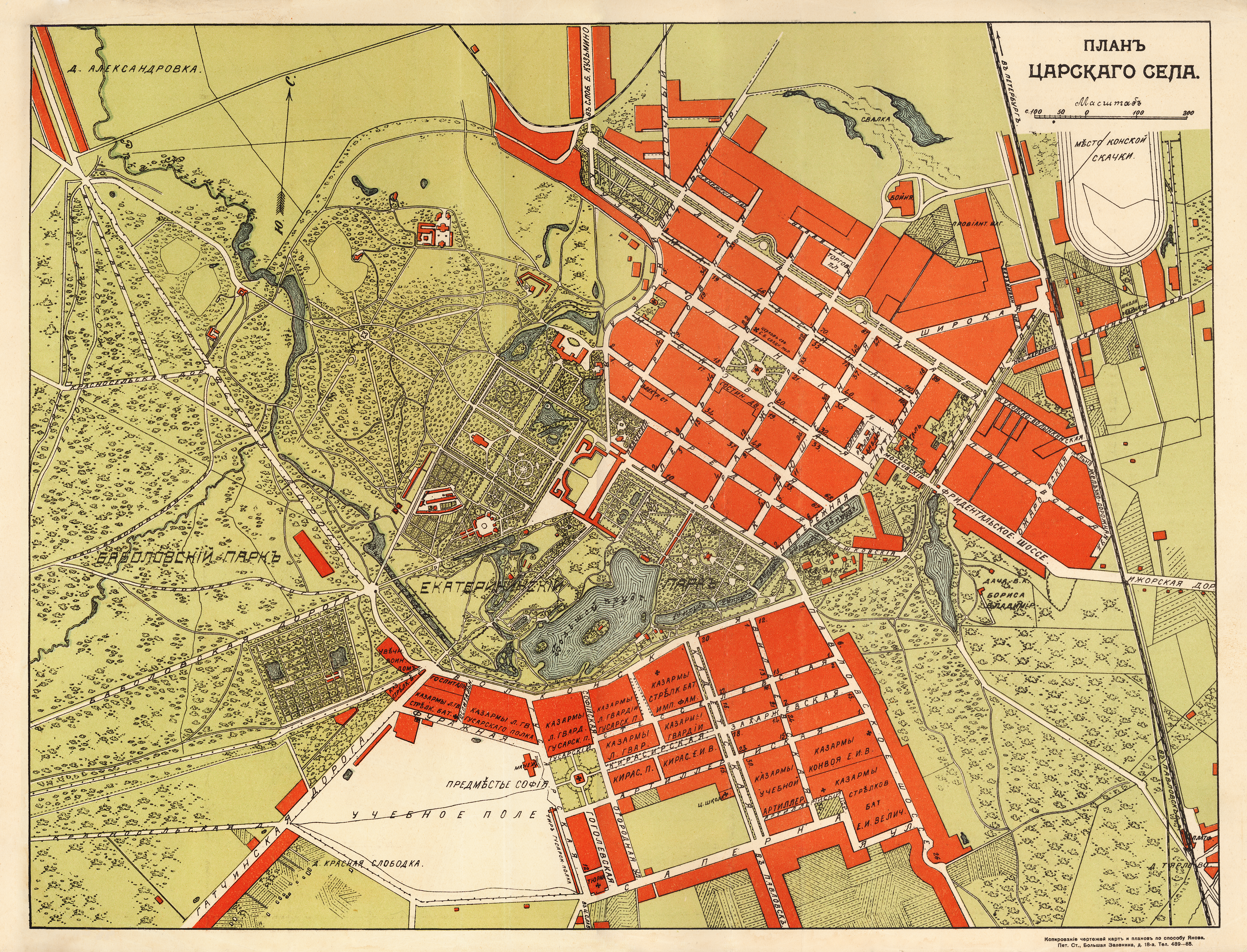
План Царского Села, литография 1915 года.

С 1906 года в Царском Селе стали издаваться газеты: «Царскосельская газета» (1906—1907), «Царскосельская речь» (1906), «Царскосельский предвыборный листок» (1906—1907), «Царскосельское дело» (1906—1917).
С началом Первой мировой войны Царское Село превратилось в огромный военный госпиталь: здесь был создан Царскосельский Особый эвакуационный пункт из шестидесяти лазаретов. В Дворцовом лазарете медицинскими сёстрами работали императрица Александра Фёдоровна и её дочери Ольга и Татьяна Николаевны.
3 марта 1917 года исполнительный комитет Петроградского Совета рабочих и солдатских депутатов принял постановление «Об аресте династии Романовых», включая как Николая II, так и великого князя Михаила Александровича, в пользу которого тот отрёкся от престола, 7 марта Временное правительство постановило «признать отрекшегося императора Николая II и его супругу лишёнными свободы», а 9 марта на перроне царского вокзала Николай II был арестован и на автомобиле доставлен в Александровский дворец, где размещалась его семья.

### Советский период

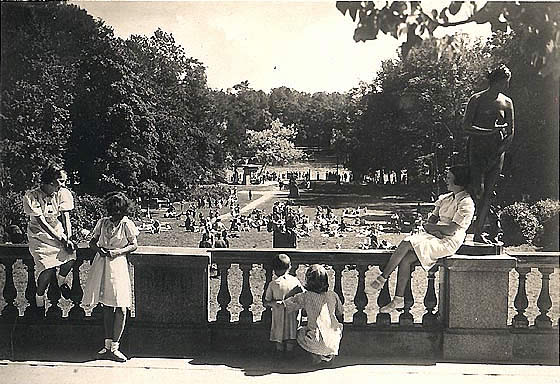
Город Пушкин. В Екатерининском парке. Открытка. 1939 год

13 июля 1918 года (за несколько дней до убийства Николая II и его семьи), был принят декрет «О конфискации имущества низложенного российского императора и членов бывшего императорского дома». С этого момента «всякое имущество», в том числе и Царскосельские дворцы, объявлялось достоянием Республики, дворцово-парковый комплекс был национализирован и музеефицирован, а в доме Гудовича, на даче Юсуповой, в домах Раевских, Колзаковых, в бывшем лазарете при Екатерининском дворце разместились детские колонии. Идея превращения Царского Села в «детское царство» принадлежала народному комиссару просвещения Анатолию Васильевичу Луначарскому и его супруге Анне Александровне Луначарской. И 7 ноября 1918 года на торжественном заседании Петроградского совета рабочих и красноармейских депутатов был принят декрет о переименовании Царского Села в Детское Село Урицкого. В октябре 1919 года город был занят Северо-Западной Русской армией, а Советская власть была упразднена. Однако уже в ноябре СЗА отступала с тяжёлыми боями, и в город вернулась Красная армия.
По постановлению президиума Леноблисполкома и Ленсовета от 19 августа 1936 года город Детское Село, входивший в упразднённый тем же постановлением Ленинградский Пригородный район Ленинградской области, был переподчинён Ленинградскому Совету. С этого момента Пушкин стал частью Ленинграда (Санкт-Петербурга).10 февраля 1937 года, в связи со 100-летней годовщиной гибели поэта, ЦИК СССР издаёт постановление о переименовании города Детское Село в город Пушкин. 10 июня 1939 года в городе был взорван Екатерининский собор.
18 сентября 1941 года город был оккупирован немецкими войсками, уничтожившими и повредившими многие сооружения ансамбля, похитившими большое количество бесценных произведений искусства (в том числе убранство Янтарной комнаты Большого дворца). 24 января 1944 года город Пушкин был освобождён войсками под командованием генерала И. В. Хазова в ходе Красносельско-Ропшинской операции.
В своих записках главный архитектор города Ленинграда Н. В. Баранов так описал состояние дворцового комплекса города, побывав там 25 января, на следующий день после его освобождения: «Проехали Египетские ворота… Памятник изрешечён осколками и взрывными пулями. Направо от ворот печальной грудой развалин возвышались остатки Фёдоровского городка… от многих корпусов остались только обгорелые бесформенные куски кирпичной кладки… Мы подъехали к Александровскому дворцу… увидели исковерканные фасады. Перед чудесной дворцовой колоннадой… раскинулось обширное военное кладбище немцев… внутри дворец оказался опустошённым… он был превращён в казарму солдат испанской „голубой“ дивизии… некогда блестящий Екатерининский дворец сейчас страшен — большая его часть была без крыши, торчали многочисленные стояки печных труб и зияли опалённые пожарами оконные проёмы. Войдя в первый этаж, мы увидели большую полутонную авиабомбу… гитлеровцы разместили десять таких чудовищ, соединённых с часовым механизмом. Взрыв дворца должен был довершить изуверство варваров XX века, но стремительное наше наступление сорвало преступный план фашистов… Здесь находились казармы. Дворцовая церковь… Глубокий бархатный кобальт стен церкви чудесно сочетался с белыми вставками, золотом витых колонн… Теперь… мы увидели жалкий её скелет. Все живописные полотна — плафон и иконы — были варварски вырваны из своих обрамлений…».
Ещё в годы войны началось восстановление комплекса. В марте 1944 года в только что созданную Дирекцию дворцов-музеев и парков г. Пушкина были направлены по заданию Государственной инспекции по охране памятников (ГИОП) молодые художники, чтобы зафиксировать состояние архитектурных ансамблей, вернее то, что от них осталось. В 1946 году открылись парки, в 1949 году — Лицей, а в 1959 году — первые шесть восстановленных залов дворца. Реставрационные работы продолжаются до сих пор. Янтарная комната, например, была восстановлена лишь в 2003 году
В самом городе были восстановлены многие старинные сооружения, строились и новые дома. Новый ансамбль создан на Привокзальной площади, перед зданием вокзала (архитекторы Е. Левинсон, А. Грушке). В 1950—1960-х годах застроены новыми жилыми домами кварталы севернее Ленинградской улицы и южнее Сапёрной улицы. В восточной части города и в Софии открыт ряд промышленных предприятий. В 1960 году в городском саду у Гостиного двора был открыт памятник В. И. Ленину (скульптор З. И. Азгур, архитектор Е. Левинсон). 9 мая 1960 года на Советском (теперь Софийском) бульваре открыли памятник немецкому коммунисту Эрнсту Тельману (архитектор Арнольд). В 1980-х годах многоквартирными домами по индивидуальным проектам застроен район Кузьмино на севере города.
В 1975 году в Пушкине построили новые канализационные очистные сооружения, предусматривающие полную биологическую очистку и обеззараживание сточных вод. В 1999—2005 годах в рамках российско-шведско-финского проекта была проведена реконструкция очистных сооружений города.

### Современный период

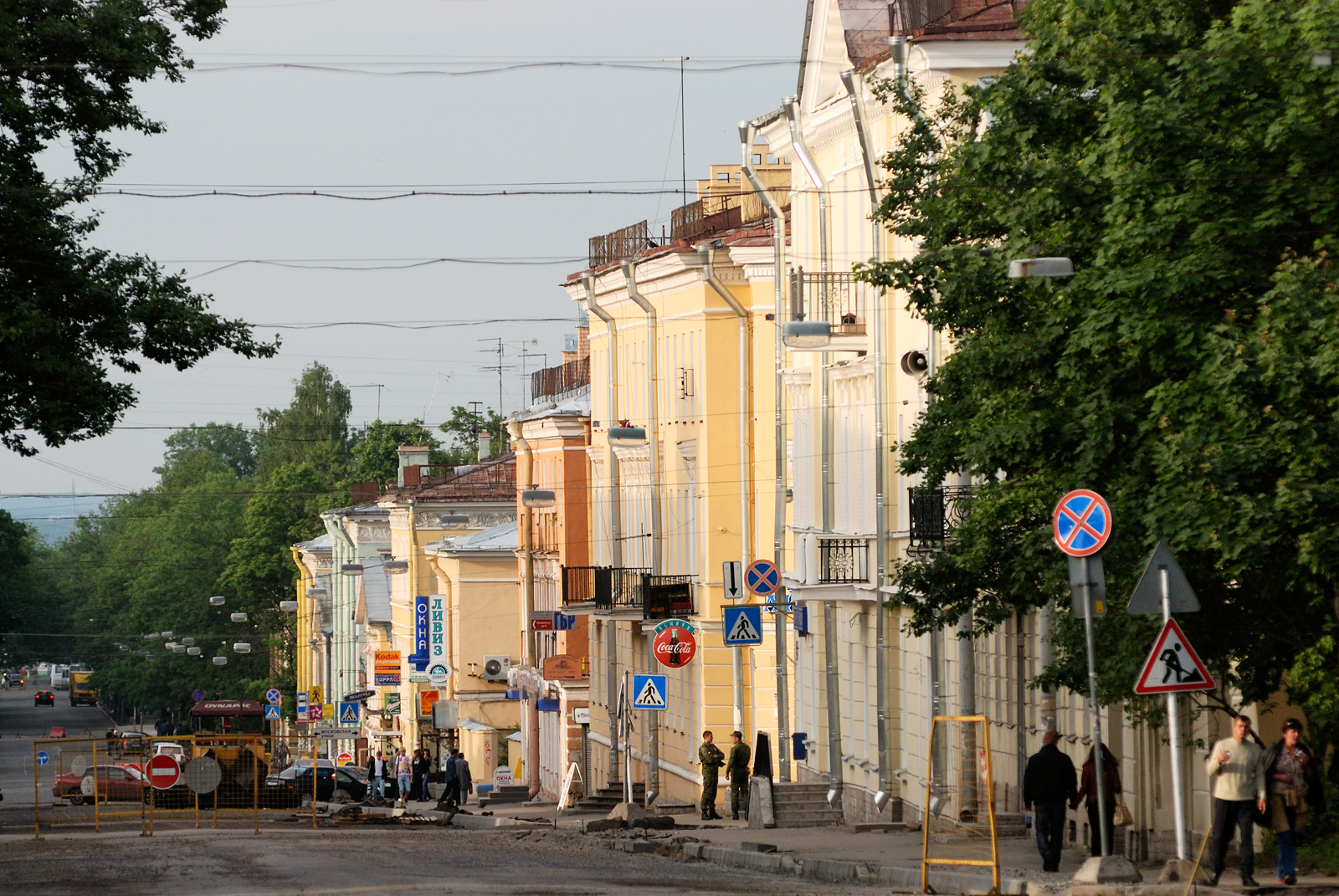
В центре города

С началом перестройки в Пушкине активизировалась демократическая общественность. Во время выборов 1989 года народных депутатов СССР жители района забаллотировали выдвиженца от КПСС председателя Ленгорисполкома В. Я. Ходырева.
В городе ежегодно, в следующие за днём города (24 июня) выходные проводятся карнавалы. С 1995 года проводится Международный Царскосельский карнавал. В 2000 году карнавал принят в Ассоциацию европейских карнавальных городов (FECC).
24 июня 2010 года город Пушкин отметил своё 300-летие. В связи с этим 23 июля 2008 года президентом Д. А. Медведевым был издан указ № 1112 «О праздновании 300-летия основания Царского Села (г. Пушкин)». также был создан Организационный комитет при Правительстве Российской Федерации и при Правительстве Санкт-Петербурга.
В апреле 2004 года со своего пьедестала неизвестными был сброшен памятник В. И. Ленину. При падении памятник разбился. На этом месте 7 декабря 2006 года произошла закладка восстанавливаемого Екатерининского собора. Строительство было закончено к празднованию 300-летия города.
6 декабря 2010 года неизвестные взорвали памятник В. И. Ленину, находящийся на улице Малой. Монумент сильно пострадал.

### Названия города
За свою историю город не раз менял название:
Са́рская Мы́за — 1710 — конец 1710-х
Са́рское Село́ — конец 1710-х — август 1724
Благове́щенское — август — сентябрь 1724
Са́рское Село́ — сентябрь 1724—1780-е
Ца́рское Село́ — 1780-е — 1917
в 1808—1820-х — одновременно Софи́я
Солда́тское Село́ — октябрь 1917—1918
Де́тское Село́ Урицкого — 20 ноября 1918 — 9 февраля 1937
Пу́шкин — с 9 февраля 1937.
В городе существует общественное движение, выступающее за возвращение исторического названия «Царское Село».

### Герб города
12 (24) марта 1831 года был принят герб Царского Села. В работе над проектом текста высочайшего указа участвовали генерал Я. В. Захаржевский и министр двора П. М. Волконский.

В червлёном поле золотой вензель императрицы Екатерины I, увенчанный императорской короной.
Утверждённый герб являлся гербом не всего города, а только императорской резиденции. В связи с этим вполне логично появились проекты городского герба, разработанные бароном Б. В. Кёне. Первый был разработан в 1859 году: «В червлёном щите золотой замок с чёрными швами, открытыми воротами и зубчатой башней над ними, над которой поднимается золотой императорский штандарт с чёрным императорским орлом».
В проекте 1882 года абстрактный замок был заменён изображением собственно дворца: «В червлёном поле золотой средний фасад Царскосельского дворца, над которым золотой вензель императрицы Елизаветы Петровны».
Оба щита имели в вольной части герб Санкт-Петербурга, как губернского города, и были увенчаны серебряной башенной короной (по правилам гербов уездных городов) и украшены Андреевской лентой и золотыми, накрест положенными, скипетрами (по правилам гербов городов «постоянного пребывания их императорских величеств»). Однако ни один из гербов так и не был учреждён.
В советское время город не имел своего герба. В 1990-х годах герб образца 1831 года был зарегистрирован как торговая марка музея-заповедника «Царское Село».
По этой причине, а также, в основном, в связи с тем, что город Пушкин ныне имеет официальный статус «внутригородского муниципального образования Санкт-Петербурга» (а не императорской резиденции, как было до февраля 1917 года) герб, увенчанный императорской короной (статусным геральдическим элементом), не мог быть утверждён как городской. В геральдике с течением времени нерушим сам герб (то есть изображение на геральдическом щите), в отличие от статусных элементов (короны, изображаемой поверх геральдического щита, отражающей статус владельца герба). Для внутригородского муниципального образования тип статусной короны определяется как золотая мурованная диадема (без зубцов). Именно такая статусная корона венчает, например, герб муниципального образования Пискарёвка. Тем не менее статусный символ короны является геральдически не обязательным, что и отражено в гербе муниципального образования «Город Пушкин». Постановлением Пушкинского городского Совета второго созыва от 15 марта 2001 года «О проекте Положения „О гербе муниципального образования город Пушкин“» был утверждён следующий герб:

На белом картуше в золотой обводке помещён овальный щит с изображением вензеля императрицы Екатерины I на красном поле. Картуш увенчан золотой короной; в нижней части герба — декоративные лавровые ветви золотистого цвета.
Автор проекта — Е. М. Егоров.

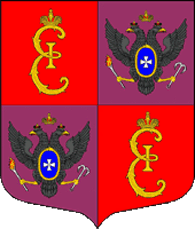
Большой герб города Пушкина (Царское Село)

Но при этом было допущено отступление от геральдических норм.
Поэтому пушкинский муниципальный совет своим решением № 16 от 25 марта 2010 года утвердил новые официальные символы муниципального образования город Пушкин:

2.1. Геральдическое описание герба: «Щит четверочастный». В первой и третьей части — в червленом (красном) поле золотой коронованный вензель императрицы Екатерины I. Во второй и четвёртой частях — в пурпурном поле российский государственный орел времен императрицы Екатерины II: чёрный, с золотыми клювами и лапами и червлеными (красными) языками, увенчанный тремя императорскими коронами, из которых средняя больше, держащий в правой лапе серебряный факел, горящий золотым пламенем; в левой лапе — серебряный якорь о двух лапах (без поперечного бруса на анкерштоке), рымом (кольцом) вниз. На груди орла — овальный лазоревый (синий, голубой) щит c серебряным четырёхконечным равноконечным крестом с расширяющимися концами окаймлённый золотой змеёй, проглатывающей свой хвост.

2.2. Описанный в п. 2.1. настоящего Положения герб является большим гербом муниципального образования город Пушкин. Малым гербом муниципального образования является исторический герб (утвержденный в 1831 г.) города Царское Село (без дополнительного элемента — императорской короны поверх щита). Геральдическое описание малого герба: «В червленом (красном) поле золотой коронованный вензель императрицы Екатерины I».
Авторский коллектив разработчиков большого и малого герба муниципального образования город Пушкин: Башкиров Константин Сергеевич, Карпунина Виктория Валерьевна, Штейнбах Светлана Юрьевна. Они же подготовили краткую историческую справку по городской геральдике, закреплённую в Положении о гербе муниципального образования город Пушкин.
Была проведено согласование герба муниципального образования город Пушкин с Геральдическим Советом при Президенте РФ. Большой и малый герб, а также флаг муниципального образования город Пушкин, на заседании Геральдического Совета при Президенте РФ внесены в Государственный геральдический регистр РФ.

## Демография
| 1817     | 1862     | 1897     | 1910     | 1926     | 1939     | 1959     |
| -------- | -------- | -------- | -------- | -------- | -------- | -------- |
| 4000     | ↗11 309  | ↗22 400  | ↗30 880  | ↘19 300  | ↗56 136  | ↘45 562  |
| 1970     | 1979     | 1987     | 1992     | 1996     | 2002     | 2003     |
| ↗79 089  | ↗89 601  | ↗97 000  | ↘95 100  | ↘93 600  | ↘84 628  | ↘84 600  |
| 2007     | 2010     | 2011     | 2012     | 2013     | 2014     | 2015     |
| ↗96 000  | ↗99 380  | ↘92 889  | ↗95 239  | ↗97 340  | ↗100 753 | ↗101 101 |
| 2016     | 2017     | 2018     | 2019     | 2020     | 2021     | 2023     |
| ↗102 729 | ↗106 087 | ↗109 885 | ↗111 205 | ↗112 674 | ↘107 223 | ↗108 187 |
| 2025     |          |          |          |          |          |          |
| ↗108 969 |          |          |          |          |          |          |

Трудоспособное население составляет 63 % жителей; 13 % — моложе и 24 % — старше трудоспособного возраста. В 2008 году родились 1278 детей (на 137 больше, чем в 2007 году). Однако это почти вдвое ниже уровня, необходимого для воспроизводства населения. Вне брака родились 285 детей, 60 % из которых зарегистрированы по заявлению обоих родителей. Это является свидетельством гражданских брачных союзов. За 2009 год зарегистрированы 1471 брак и 742 развода. Разница между числом мужчин и женщин до 27 лет составляет более 4,5 тысячи человек. Число женщин составляет 54 % всего населения, но этот перевес достигается за счёт численности населения нетрудоспособного возраста (на 1000 мужчин приходится 2700 женщин). Средний возраст жителей составляет 40 лет. Социально-демографические показатели указывают на старение населения. Через 10 лет доля пожилых граждан может увеличиться на 9100 человек (до 30 %).
По информации УФМС по Санкт-Петербургу и Ленинградской области, в Пушкине за 11 месяцев 2009 года поставлено на миграционный учёт 19 316 иностранных граждан, что на 3,5 тысячи больше, чем в 2008 году. В район для трудоустройства прибыли 1377 человек, 435 иностранных граждан приняли гражданство Российской Федерации, что на 146 человек больше, чем в 2008 году.
Динамика населения Пушкина (чел.):

## Местное самоуправление

### Органы местного самоуправления
В соответствии с Указами Президента РФ от 9 октября 1993 года № 1617 и от 26 октября 1993 года № 1760, Совет народных депутатов на территории города Пушкина прекратил свою деятельность. В период с октября 1993 по 28 сентября 1997 года представительной власти и органов местного самоуправления не было. Формирование органов местного самоуправления Пушкинского района состоялось 28 сентября 1997 года после проведения выборов депутатов муниципальных советов 27 сентября 1997 года. Положение местного самоуправления в системе государственного устройства Российской Федерации определено Конституцией Российской Федерации, принятой 12 декабря 1993 года всенародным референдумом.
Город Пушкин является внутригородским муниципальным образованием в составе Пушкинского района Санкт-Петербурга. Местное самоуправление осуществляется на основании устава, который был принят 30 октября 2008 года.
Пушкинский муниципальный Совет состоит из двадцати депутатов, которые избираются на муниципальных выборах по четырём многомандатным избирательным округам, образуемым на территории муниципального образования, с числом депутатских мандатов, подлежащих распределению в одном округе, равном пяти. В результате выборов 14 сентября 2014 был избран состав V созыва. Все 20 депутатов — от Единой России (четверо сложили с себя полномочия). В 2019 году в состав VI созыва избраны 18 депутатов, из которых 10 депутатов выдвигались «Единой Россией», четверо — КПРФ, двое — Российской объединённой демократической партией «Яблоко», один — Социалистической политической партией «Справедливая Россия — Патриоты — За правду», один депутат был самовыдвиженцем.
Совет депутатов возглавляет глава муниципального образования, избираемый депутатами из своего состава.
Исполнительно-распорядительным органом местного самоуправления является администрация. Её возглавляет глава местной администрации назначаемый на эту должность по контракту, заключаемому по результатам конкурса на замещение указанной должности на срок, не превышающий срок полномочий Пушкинского муниципального Совета.

### Городской бюджет
На 2010 год доходы городского бюджета запланированы в размере 95 000 тыс. рублей, источники их формирования представлены в таблице:
| Источники доходов                                                                               | Сумма, тыс. руб. |
| ----------------------------------------------------------------------------------------------- | ---------------- |
| Налоги на совокупный доход                                                                      | 18 667,0         |
| Налоги на имущество                                                                             | 20 560,0         |
| Доходы от использования имущества, находящегося в государственной и муниципальной собственности | 36 200,0         |
| Доходы от оказания платных услуг и компенсации затрат государства                               | 3430,0           |
| Штрафы, санкции, возмещение ущерба                                                              | 3720,0           |
| Прочие неналоговые доходы                                                                       | 5,0              |
| Безвозмездные поступления                                                                       | 12 418,0         |

Расходные обязательства на 2010 год запланированы в сумме 114 000,0 тысяч рублей. Направления расходования средств представлены в таблице:
| Направление расходования средств                            | Сумма, тыс. руб. |
| ----------------------------------------------------------- | ---------------- |
| Общегосударственные вопросы                                 | 17 654,0         |
| Национальная безопасность и правоохранительная деятельность | 1175,0           |
| Национальная экономика                                      | 400,0            |
| Жилищно-коммунальное хозяйство                              | 63 928,9         |
| Охрана окружающей среды                                     | 300,0            |
| Образование                                                 | 3905,0           |
| Культура, кинематография и средства массовой информации     | 9740,0           |
| Здравоохранение, физическая культура и спорт                | 7119,0           |
| Социальная политика                                         | 9778,1           |

В 2020 году выполнение бюджета муниципального образования город Пушкин характеризовалось следующими цифрами:

#### Отчёт за 2020 год по доходам бюджета муниципального образования город Пушкин (тыс. руб)
| № п/п | Наименование источника дохода                                                                   | Сумма     | Исполнение | % исполнения |
| ----- | ----------------------------------------------------------------------------------------------- | --------- | ---------- | ------------ |
|       | Доходы бюджета, всего                                                                           | 269 894,7 | 252 157,9  | 93,4         |
|       | Налоговые и неналоговые доходы, итого                                                           | 152 134,3 | 137 364,1  | 90,3         |
| 1.    | Налоги на совокупный доход                                                                      | 89 295,5  | 80 424,2   | 90,1         |
| 2.1   | Неналоговые доходы, итого                                                                       | 62 838,7  | 56 939,9   | 90,6         |
| 3.    | Доходы от использования имущества, находящегося в государственной и муниципальной собственности | 52 562,4  | 50 521,9   | 96,1         |
| 4.    | Доходы от оказания платных услуг и компенсации затрат государства                               | 1100,0    | 572,3      | 52,0         |
| 5.    | Штрафы, санкции, возмещение ущерба                                                              | 9175,3    | 5837,6     | 63,6         |
| 7.    | Безвозмездные поступления                                                                       | 117 760,4 | 114 793,8  | 97,5         |

#### Отчёт за 2020 год по разделам и подразделам расходов бюджета муниципального образования город Пушкин (тыс. руб.)
| № п/п | Наименование                                                | Сумма     | Исполнение | % исполнения |
| ----- | ----------------------------------------------------------- | --------- | ---------- | ------------ |
|       | Расходы бюджета, всего                                      | 256 428,2 | 248 536,8  | 96,9         |
| 1.    | Общегосударственные вопросы                                 | 39 512,4  | 37 067,4   | 93,8         |
| 2.    | Национальная безопасность и правоохранительная деятельность | 114,8     | 25,4       | 22,4         |
| 3.    | Национальная экономика                                      | 68,5      | 67,456     | 98,5         |
| 4.    | Жилищно-коммунальное хозяйство                              | 129 017,6 | 126 764,6  | 98,3         |
| 5.    | Образование                                                 | 220,6     | 192,9      | 87,4         |
| 6.    | Культура, кинематограф                                      | 39 341,6  | 38 587,4   | 98,1         |
| 7.    | Физкультура и спорт                                         | 14 004,2  | 13 989,2   | 99,9         |
| 8.    | Средства массовой информации                                | 2345,5    | 1973,0     | 84,1         |

## Планировка города

### Границы
Граница городской застройки города Пушкина проходит от железнодорожной платформы 21-й км на север по линии Витебского направления Октябрьской железной дороги до реки Кузьминки, далее поворачивает на запад по реке Кузьминка и северной границе Кузьминского кладбища до границы с посёлком Александровская, огибая его с восточной стороны; далее вдоль Баболовского парка, по северной границе санатория «Царскосельский»; затем на юго-восток по Красносельскому шоссе и на юг по Старогатчинскому и Гатчинскому шоссе; далее на северо-восток по восточной границе аэропорта «Пушкин» и южной границе Казанского кладбища до Гусарской улицы; далее на север до южной границы огородов по Сапёрной улице; затем на юго-восток по западной границе застройки Комсомольской улицы и улицы Ломоносова и по улице Архитектора Данини до линии Витебского направления Октябрьской железной дороги; далее на север по железнодорожной линии и на восток по южной границе садоводства «Сад № 1 ВИР» и территории Всероссийского научно-исследовательского института растениеводства имени Н. И. Вавилова; затем на север по восточной границе территории института и Промышленной улице до бывшей соединительной линии Детское Село — Колпино; далее на запад по железнодорожной линии и на север по восточной границе территории Всероссийского научно-исследовательского института защиты растений; затем на запад по Рубежной улице до платформы 21-й км.
Территория муниципального образования «город Пушкин» больше, и его границы определены Законом Санкт-Петербурга «О территориальном устройстве Санкт-Петербурга».

### Планировка
Современная планировка города сложилась к началу XX века. Город отличается регулярной планировкой и состоит из двух основных частей:
- Северо-восточной, возникшей на месте старой слободы, расширенной по плану 1808 года. Большинство улиц пересекаются друг с другом под прямым углом. Наиболее старые из улиц: Садовая, Средняя и Малая. Планировочным центром является Соборная площадь. Эта часть города исторически, по желанию императора Александра I, была окружена с юга и запада парками (Екатерининским и Александровским), а с востока и севера бульварами (ныне —Октябрьским и Софийским). Начиная со второй четверти XX века эта часть города постоянно расширялась на восток до железной дороги и на север до Детскосельского бульвара, с приблизительным сохранением регулярности планировки. Северной границей является Буферный парк.
- Южной, ядром которой является бывший город София. Его планировка соответствует утверждённому Екатериной II плану, помещённому в «Полном собрании законов Российской империи». Центром является Софийская площадь. С севера, востока и запада от этой части находятся парки (Екатерининский, Баболовский и Отдельный).

По восточной границе города проходит железная дорога на Павловск и Витебск.

### Исторические районы и территориальные зоны города
- Центр — исторический центр города к северо-востоку от парков, в центре Пушкина. Преобладает малоэтажная (три—четыре этажа) каменная застройка, многие дома построены ещё в дореволюционное время[89].
- София — исторический район города, ограниченный Павловским шоссе, Парковой улицей, Красносельским шоссе и Сапёрной улицей[21].
- Красносёлка — территория бывших деревень Баболова, Соболева, Аракчеевка (Красной Слободки) вдоль Красносельского шоссе.
- Фридентальская колония — по Московскому шоссе. От исторической застройки немецкой колонии остался один дом.
- БАМ — на месте бывших деревень Большое Кузьмино (Пушкин) на севере Пушкина. БАМ был застроен в советское время многоэтажными домами массовых серий.
- Новая Деревня — территория бывшей деревни на Колпинском шоссе.
- Белозёрка — территория бывшей деревни Белозёрки (Татьяновки) на Павловском шоссе.
- Новосёлки — территория бывшей деревни Новосёлки (или Новодверёшки) в районе Сапёрной улицы.
- Павловск-2 — название связано с тем, что район находится к северу от станции «Павловск», именовавшейся до 1955 года «Павловск II»[90][91].
- Лесное — территориальная зона ГПЗ «Лесное».
- Кондакопшино — исторический район г. Пушкина.
- Новокондакопшино — территориальная зона г. Пушкина.
- Волхонское — район города Пушкин, бывшее СНТ «Волхонское» включено в жилой фонд Санкт-Петербурга Постановлением Правительства Санкт-Петербурга № 231 от 29.03.2018 года.

## Архитектура и достопримечательности
Основные достопримечательности города Пушкин относятся к XVIII — началу XX века.

### Государственный музей-заповедник «Царское Село»
Памятник мировой архитектуры и дворцово-паркового искусства. Включает в себя дворцово-парковый ансамбль XVIII—XIX веков, бывшая загородная царская резиденция, превращённая в музей после национализации в марте 1918 года. Современный статус музей-заповедник получил в 1992 году. С 1987 года до своей скоропостижной кончины 1 августа 2008 года директором музея был И. П. Саутов. 23 сентября 2008 года руководителем музея назначена вдова И. П. Саутова — Ольга Таратынова. Для реставрации музея используется финансирование, предоставленное Всемирным банком. По состоянию на 2008 год на проведение реставрационных работ было потрачено около $4 миллионов, на завершение реставрации музею требуются 92 млн рублей.
В состав музея-заповедника входят:

#### Екатерининский парк
Занимает площадь 107 га. Состоит из регулярного Старого сада (1717—1720-е годы, садовые мастера: Я. Роозен и И. Фохт) и пейзажного Английского парка (1760—1796 годы, садовые мастера: Дж. Буш, Т. Ильин, архитектор В. И. Неелов), разделённых Большим прудом. Назван в честь императрицы Екатерины I. В парке расположено большое количество павильонов и построек, имеющих большую архитектурную ценность. Большинство из них полностью восстановлены.

Екатерининский парк
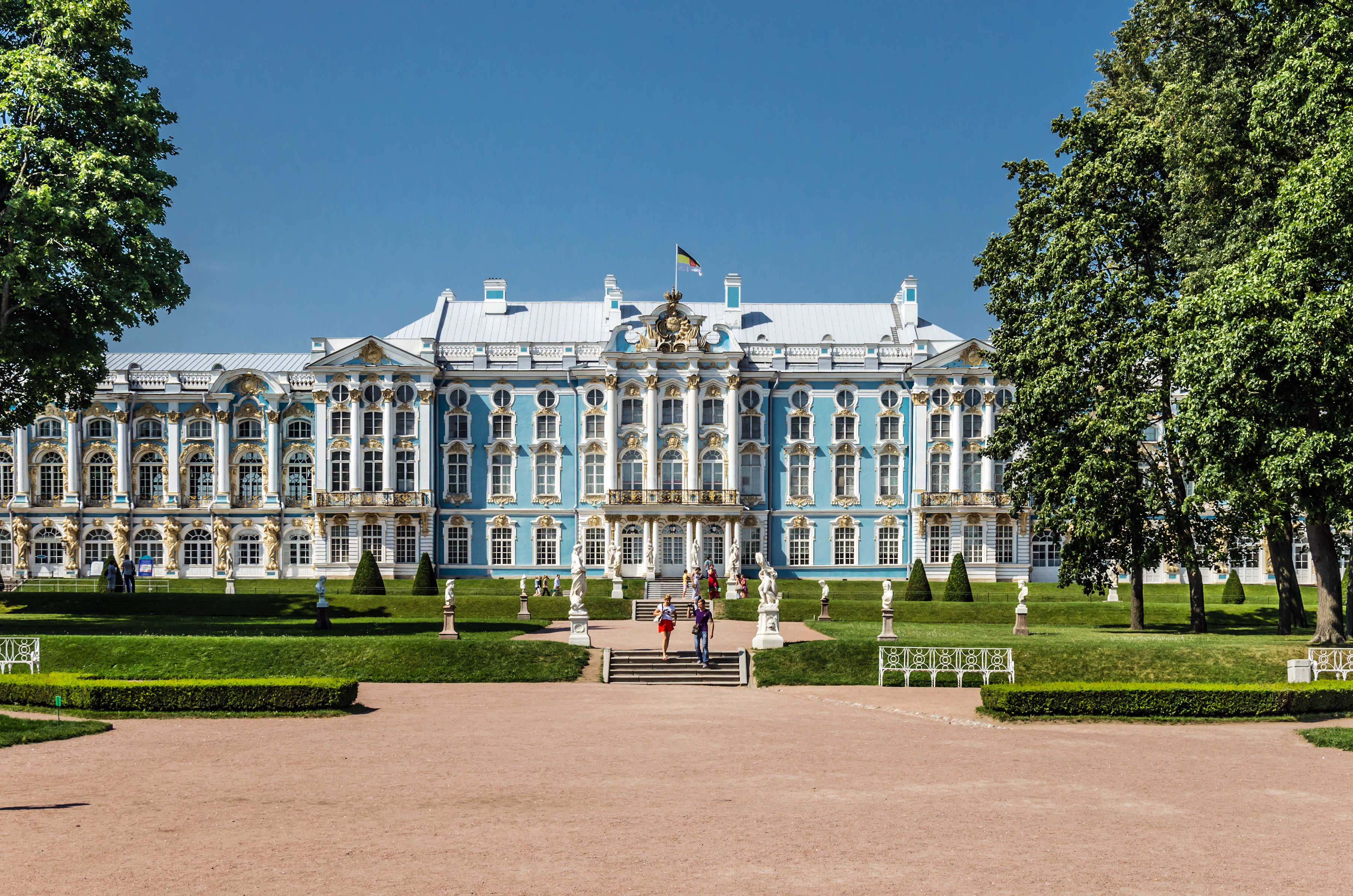
Екатерининский дворец
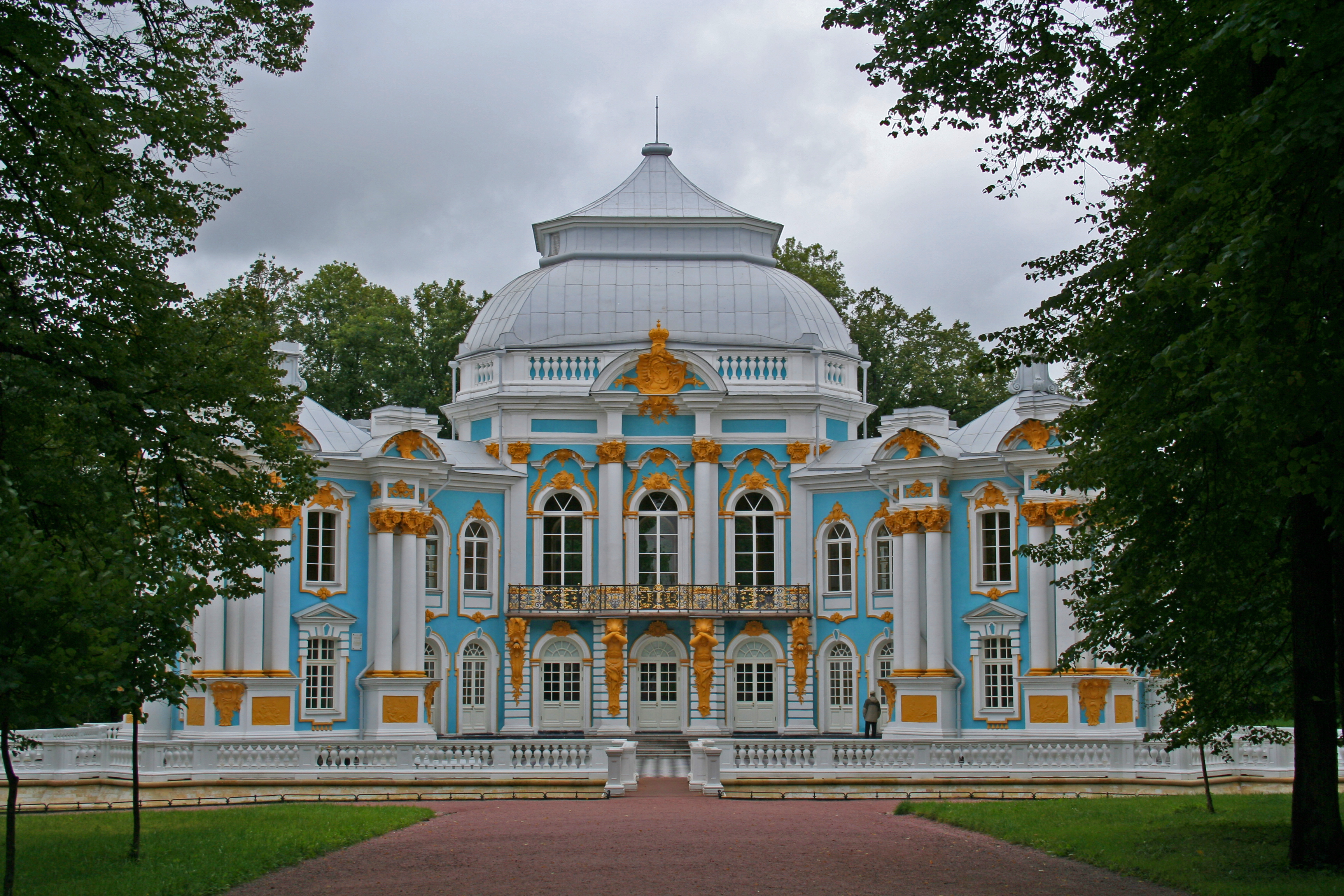
Павильон «Эрмитаж»
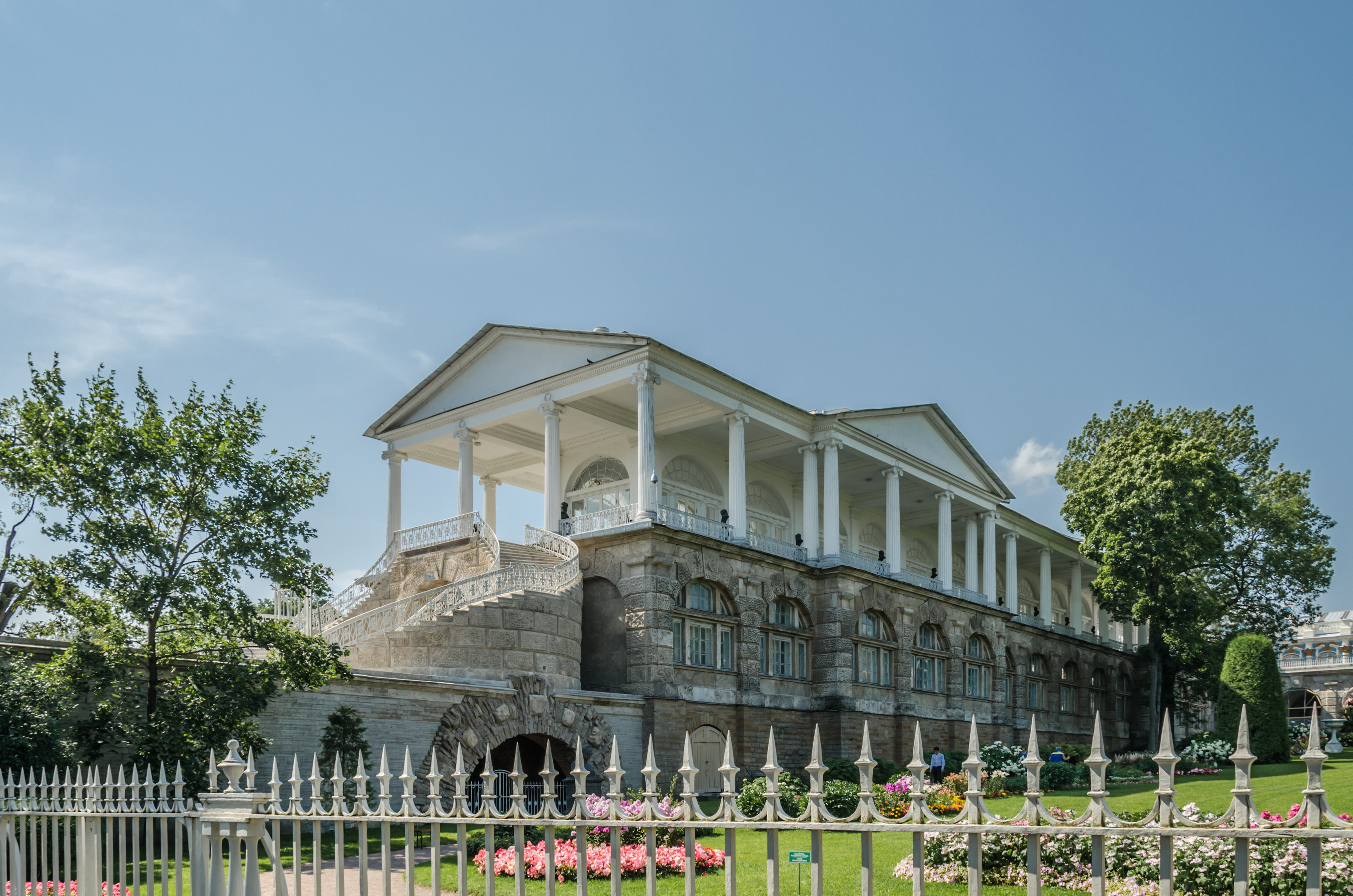
Камеронова галерея
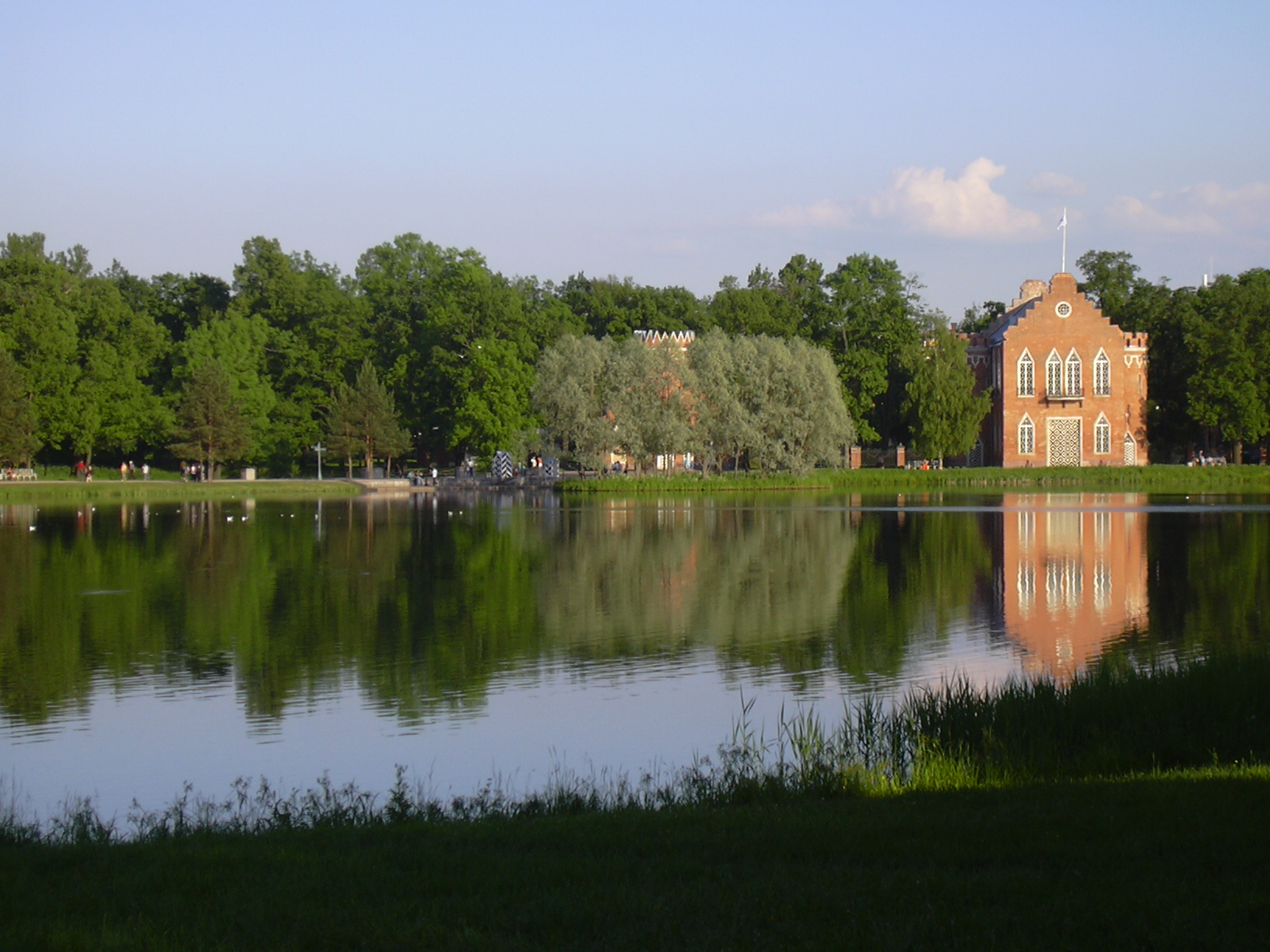
Адмиралтейство на берегу Большого пруда

#### Большой Екатерининский дворец

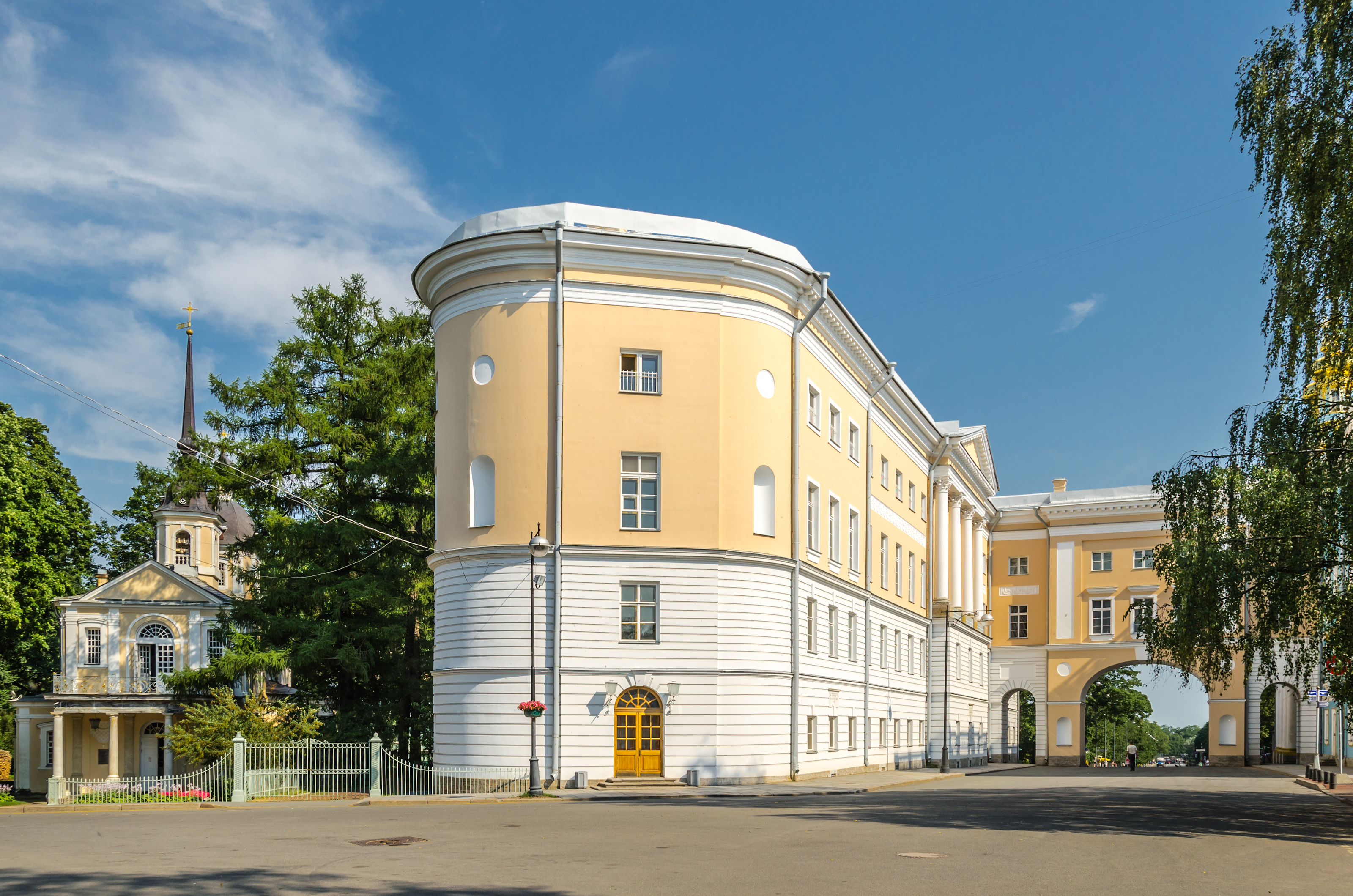
Здание Лицея

Современный вид дворца сложился после перестройки дворца, построенного в 1717—1723 годах архитектором И. Ф. Браунштейном. В 1743—1756 годах работами сначала руководили архитекторы М. Г. Земцов, А. В. Квасов и С. И. Чевакинский, а затем — Ф. Б. Растрелли. Растрелли был основным автором архитектурного решения здания и пышного скульптурного оформления его фасадов в стиле русского барокко, а также всей внутренней планировки и декоративной отделки залов середины XVIII века. С запада примыкает парадный двор, оформленный одноэтажными полуциркульными корпусами и кованой оградой с вызолоченными деталями и воротами по центральной оси дворца. К боковым фасадам дворца примыкают здания, построенные в конце XVIII века. С северной стороны это — четырёхэтажный флигель (позже в нём размещался Лицей, сейчас — Мемориальный музей — Лицей, филиал Всероссийского музея им. А. С. Пушкина), соединённый с дворцом аркой над Садовой улицей (архитектор И. В. Неелов), с южной — Зубовский флигель (архитектор Ю. М. Фельтон). С юго-востока примыкает комплекс Камероновой галереи, Агатовых комнат, Холодных бань, висячего сада и пандуса (1780—1794, архитектор Ч. Камерон). На берегу Большого пруда расположен павильон Турецкая баня. Одно из самых известных помещений Большого Екатерининского дворца — Янтарная комната.

#### Александровский парк
Занимает площадь 188 га. Примыкает к Екатерининскому дворцу со стороны парадного входа. Состоит из регулярной части (Новый сад, 1740-е годы, автор проекта Н. Жирар) и пейзажного парка (1790-е годы) с тремя прудами и насыпными холмами. В западной части парка протекает река Кузьминка, перегороженная плотиной. Не все архитектурные памятники, находящиеся в парке, отреставрированы, некоторые находятся в критическом состоянии и с каждым днём продолжают разрушаться.

Александровский парк
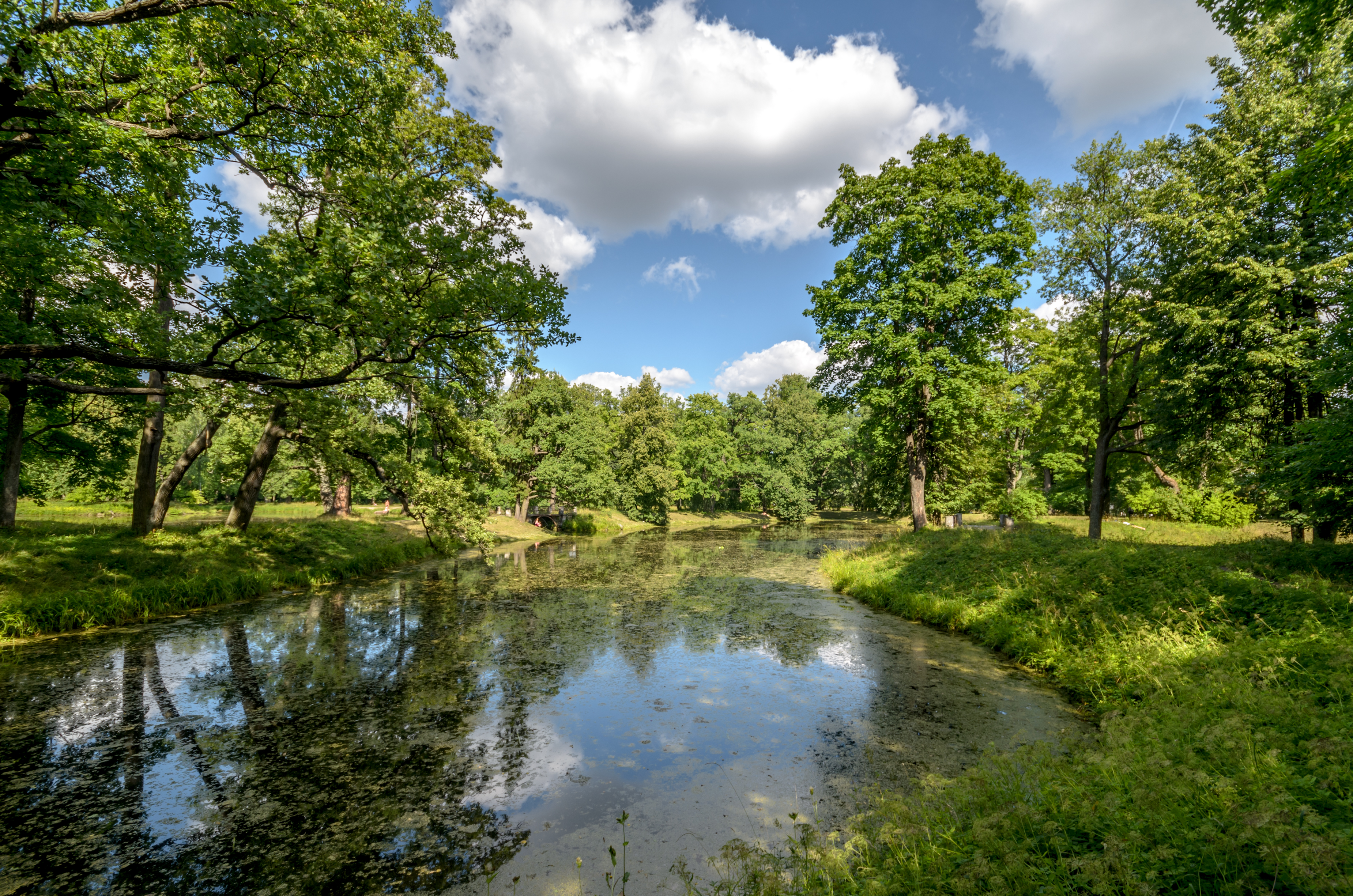
Александровский парк
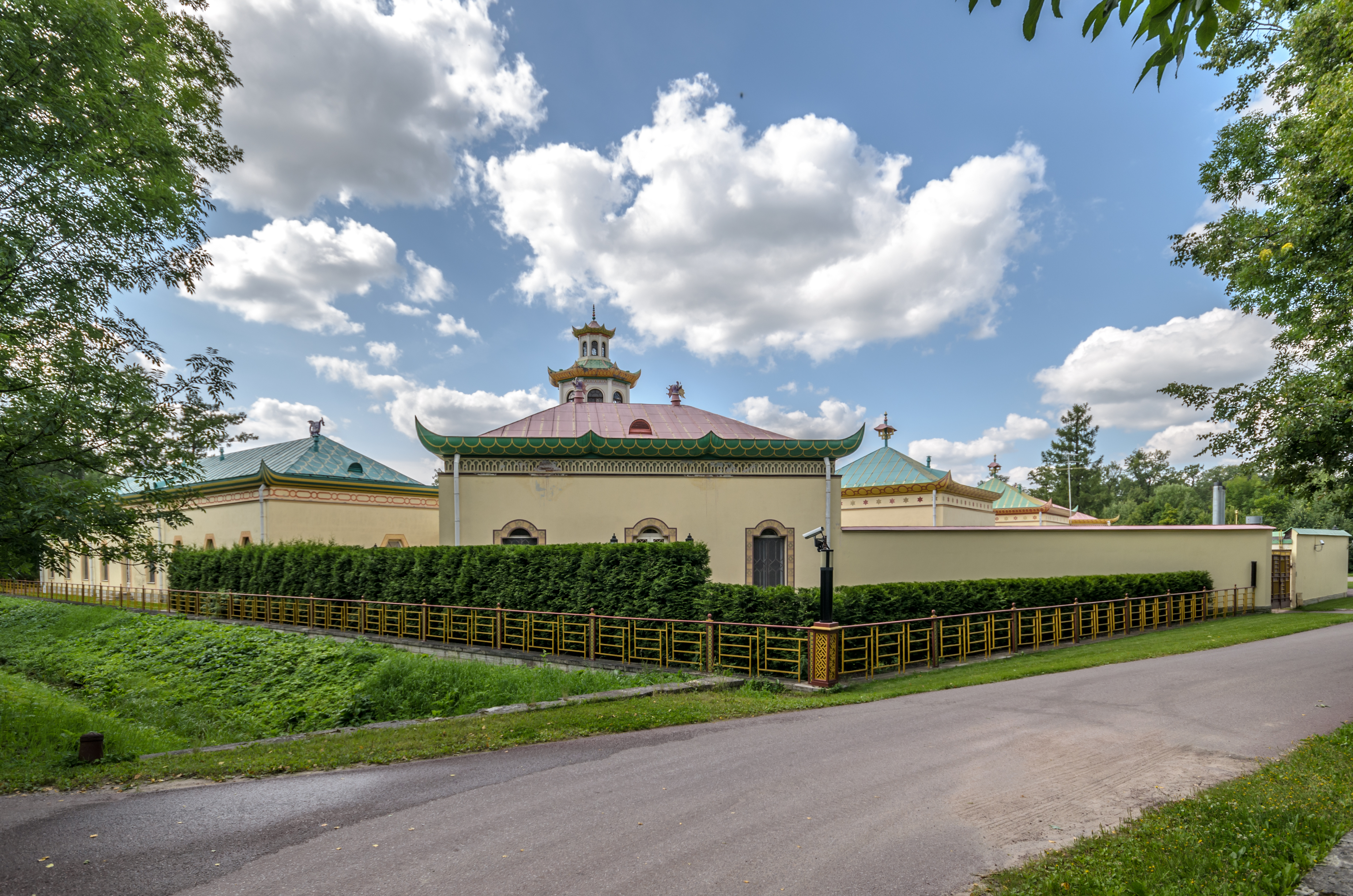
Китайская деревня
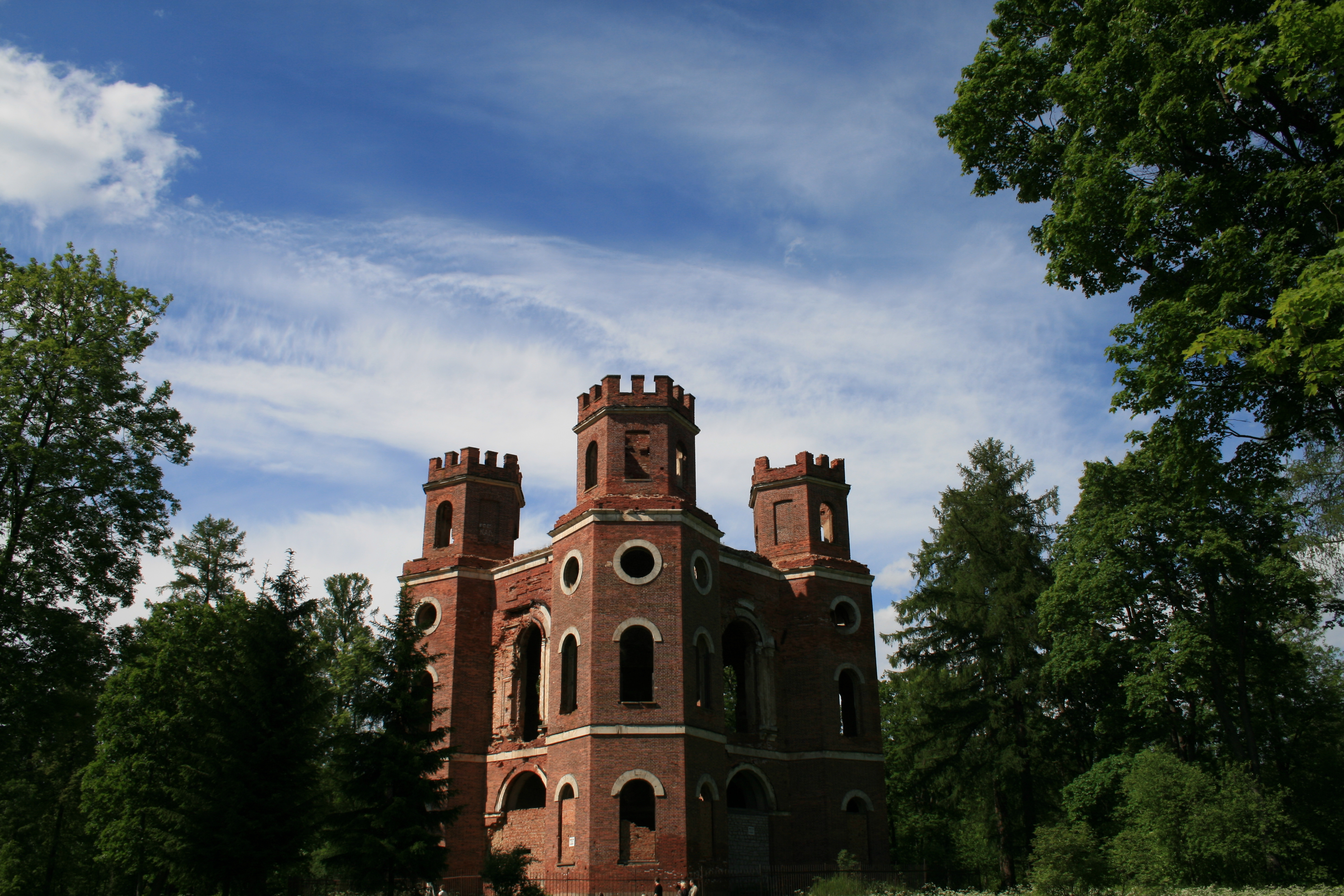
Павильон «Арсенал»
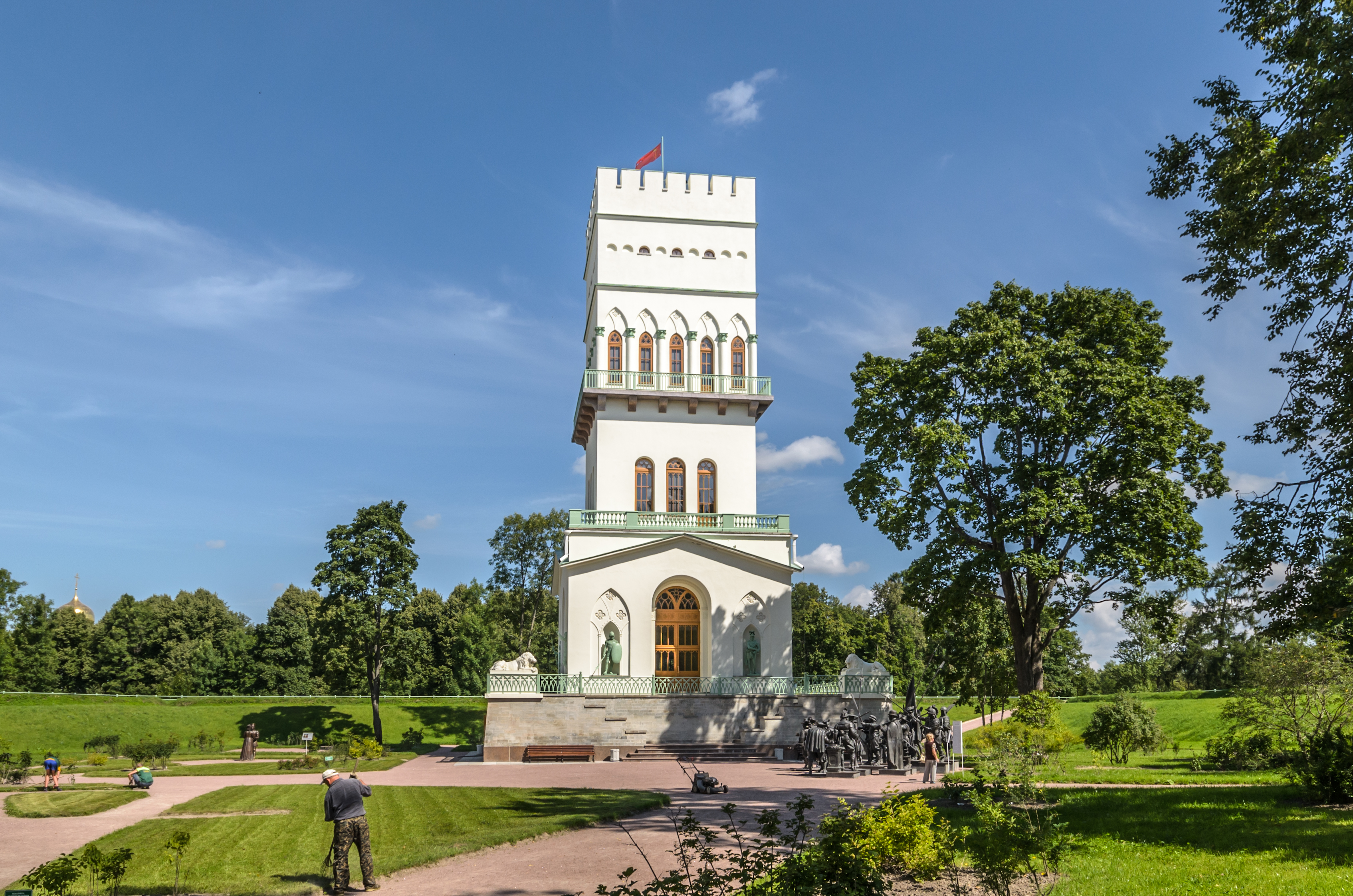
Павильон «Белая башня»

#### Александровский дворец(со статуями)[94]
Новый царскосельский дворец был построен в 1792—1796 годах архитектором Дж. Кваренги в классическом стиле и подарен Екатериной II к бракосочетанию её любимого внука, великого князя Александра Павловича (будущего императора Александра I) с великой княжной Елизаветой Алексеевной. Площадь дворца составляет 12420,3 м². Дворец представляет собой вытянутое в длину двухэтажное, П-образное в плане, здание с двумя флигелями по сторонам. В центре главного, северного, фасада два ряда колонн составляют сквозную колоннаду коринфского ордера. Со стороны регулярной части Александровского парка фасад здания решён в виде полуротонды, перекрытой сферическим куполом. К дворцу прилегает обширный парк с озером. В 1843 году дворец получил название Александровского в память о первом владельце — Александре I.
К 2010 году стали доступны Полукруглый и Портретный залы, а также Мраморная гостиная. Проводится комплексная реставрация здания, приуроченная к 300-летию города. В настоящее время Александровский дворец-музей закрыт на реставрационные работы, завершение которых придётся на середину 2020 года.
В 2011 году из музея Государственного академического центрального театра кукол им. С. В. Образцова на постоянное хранение в ГМЗ «Царское Село» был передан детский кукольный театр Guignol наследника Алексея Николаевича, находившийся ранее в Игральной комнате Детской половины Александровского дворца.
После проведённой реставрации для посетителей были открыты: Вечерний зал (2008); Турецкая баня (2009); Арабесковый зал (2010); Парадные залы Александровского дворца (2010); Эрмитаж (2010); Концертный зал (2010); Скрипучая беседка (2010); Чугунная беседка (2010); Нижняя ванна (2011), Белая башня (2013), в стенах которой расположился музейный Детский центр, Агатовые комнаты (2013), Государева Ратная палата (2014), где разместился единственный в России музей Первой мировой войны, павильона «Арсенал» в Александровском парке (2016).

### Остальные парки
Баболовский парк площадью 268,8 га. Создан в конце XVIII века. Современный вид парка сложился в 1820—1860 годах после расширения и перепланировки в пейзажном стиле. Прямая Баболовская просека соединяет его с Екатерининским парком. Баболовский дворец построен в 1783—1786 годах для князя Г. А. Потёмкина архитектором И. В. Нееловым. Перестроен в 1824—1825 годах архитектором В. П. Стасовым. Известен огромной гранитной «Царь-ванной». В настоящее время находится в руинах. Через парк проходит Таицкий водовод (1772—1787, инженеры-гидротехники Э. Карбонье и Ф. Бауэр) — до 1905 года водовод был единственным средством водоснабжения Царского Села, его дворцов и парков.
Отдельный (Нижний) парк площадью 100 га. Начинается по левой стороне Софийского бульвара и простирается до Павловска. Тут же находится Колонистский пруд, который был вырыт в 1824—1825 годах по высочайше одобренному проекту архитектора А. А. Менеласа для осушения окрестной местности.
Фермский парк. Устроен по проекту А. А. Менеласа в 1818—1820 годах. Расположен неподалёку от Феодоровского городка и Александровского парка. Предназначался для выпаса животных с Императорской фермы, находящейся здесь же. Для водопоя был сооружён пруд, имеющий сейчас название Ковшового.
Буферный парк. Самый молодой парк. Его строительство осуществлялось в конце 1980-х — начале 1990-х годов. Он расположен на въезде в Пушкин со стороны Пулковского шоссе. Представляет собой большой пустырь с элементами паркового благоустройства. В парке находится система из пяти прудов. К парку примыкает Кузьминское кладбище. Через него проходил участок Царскосельской железной дороги, к настоящему времени сохранились остатки путепровода.
Интенсивное развитие парка началось несколько лет назад, когда он был объявлен территорией для проведения главного городского мероприятия — ежегодного Царскосельского карнавала. В 2007 году в парке появилась роща 300-летия Царского Села, где было высажено 300 берёз.

### Другие достопримечательности

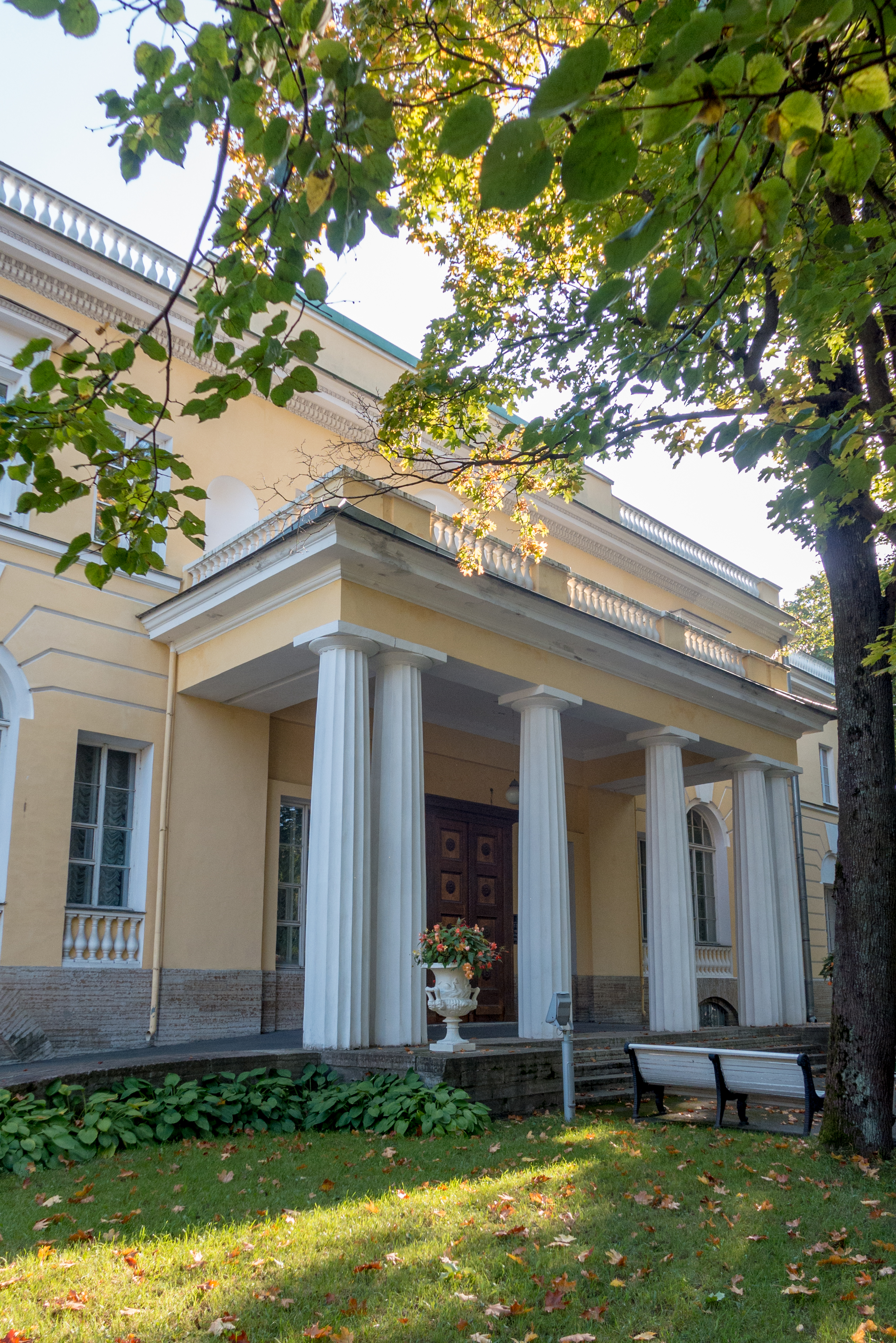
Особняк В. П. Кочубея

- Особняк В. П. КочубеяЗапасной (Владимирский) дворец (1817—1824, архитекторы А. А. Менелас, В. П. Стасов, Садовая улица, 22) — здание в классическом стиле, напоминает итальянскую виллу эпохи Возрождения. С 2010 года, после реставрационных работ, здесь расположен третий петербургский Дворец бракосочетания59°42′47″ с. ш. 30°24′38″ в. д.HGЯO.
- Гостиный двор (1866, архитектор Н. С. Никитин) — комплекс соединённых воедино помещений с просторными торговыми залами59°43′10″ с. ш. 30°24′21″ в. д.HGЯO.
- Дворец княгини Палей (1911—1912, архитектор К. К. Шмидт, Советский переулок, 2) — трёхэтажное здание в классическом стиле, сейчас здесь располагается Военный инженерно-технический университет59°42′50″ с. ш. 30°24′52″ в. д.HGЯO.
- Особняк Кочубея (1911—1913, архитектор А. И. Таманян, улица Радищева, 4) — загородный дом В. П. Кочубея. Сейчас здесь размещается Учебный центр подготовки руководителей НИУ ВШЭ Кочубей Центр[97]59°42′38″ с. ш. 30°24′28″ в. д.HGЯO.
- Здание железнодорожного вокзала станции Царское Село (1946—1950, архитектор Е. А. Левинсон) — комплекс вокзала, состоящий из главного двухэтажного корпуса и поставленных с ним в одну линию трёх павильонов. Проект был отмечен Сталинской премией за 1951 год[90]59°43′22″ с. ш. 30°25′45″ в. д.HGЯO.
- Дача Паткуль (дом Дмитриева). Малая ул., д. 13. Построен в 1854 году[98], архитектор И. А. Монигетти. Является выявленным объектом культурного наследия[99].
- «Формула скорби» (1972, 1991, скульпторы В. А. Сидур, А. В. Позин, архитектор Б. Х. Бейдер) — памятник евреям — жертвам нацизма, убитым в 1941 году в городе во время Второй мировой войны59°43′20″ с. ш. 30°23′49″ в. д.HGЯO.

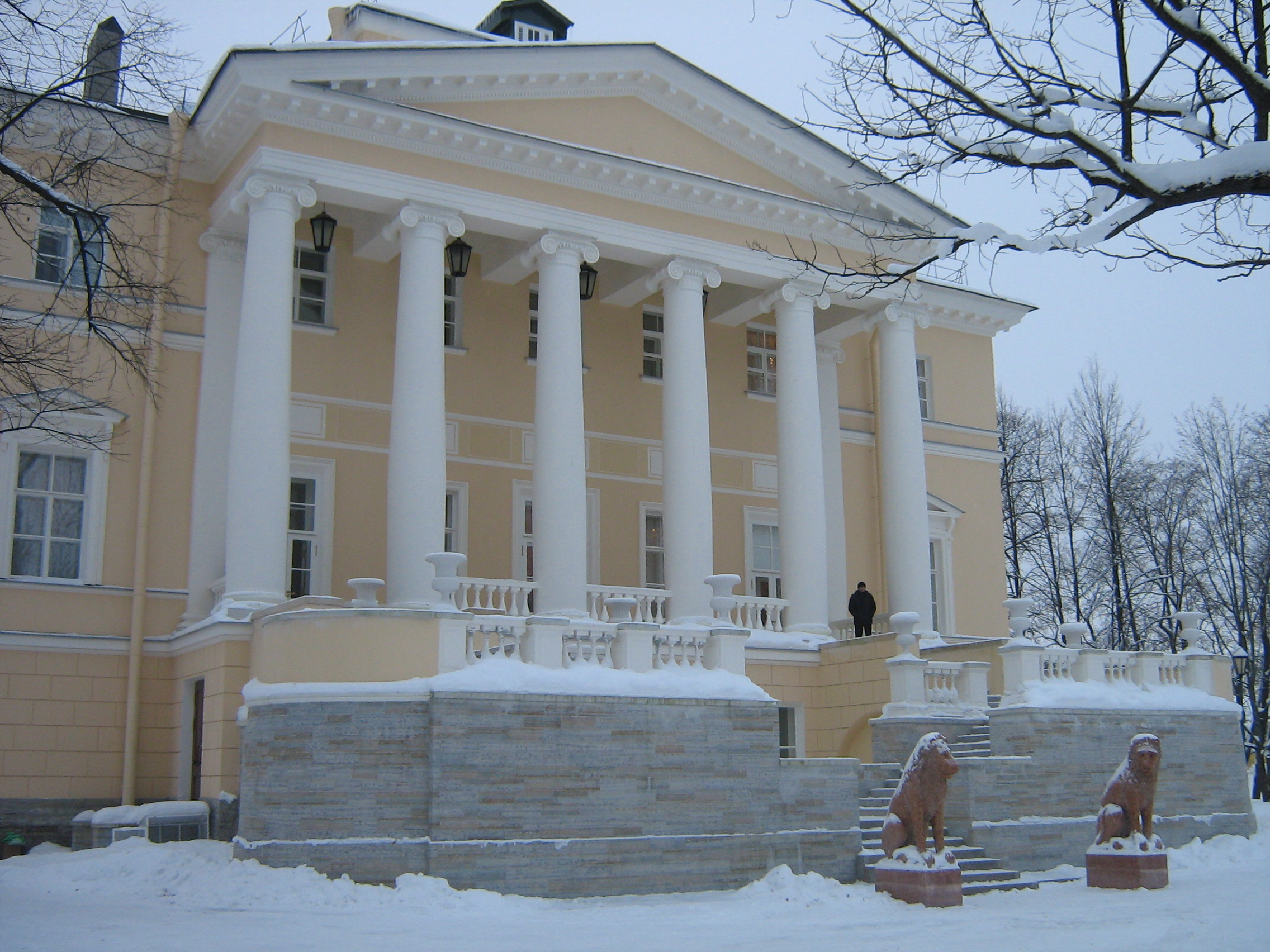
Запасной дворец
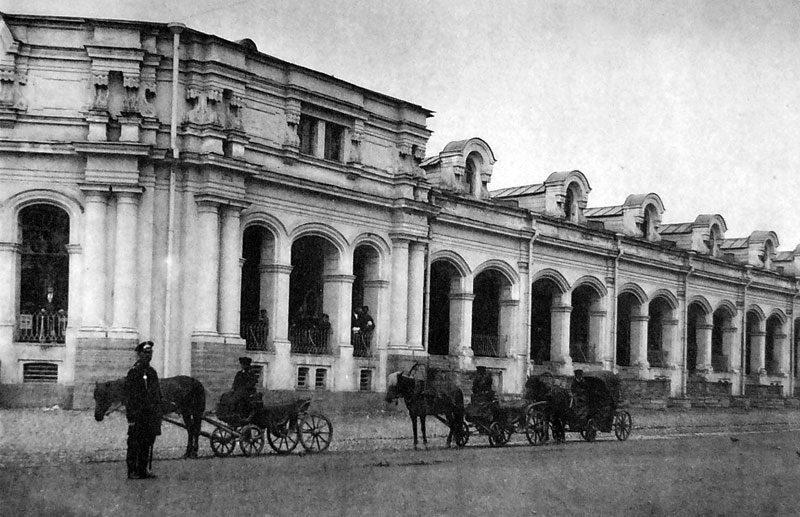
Гостиный двор. Фото 1897 года
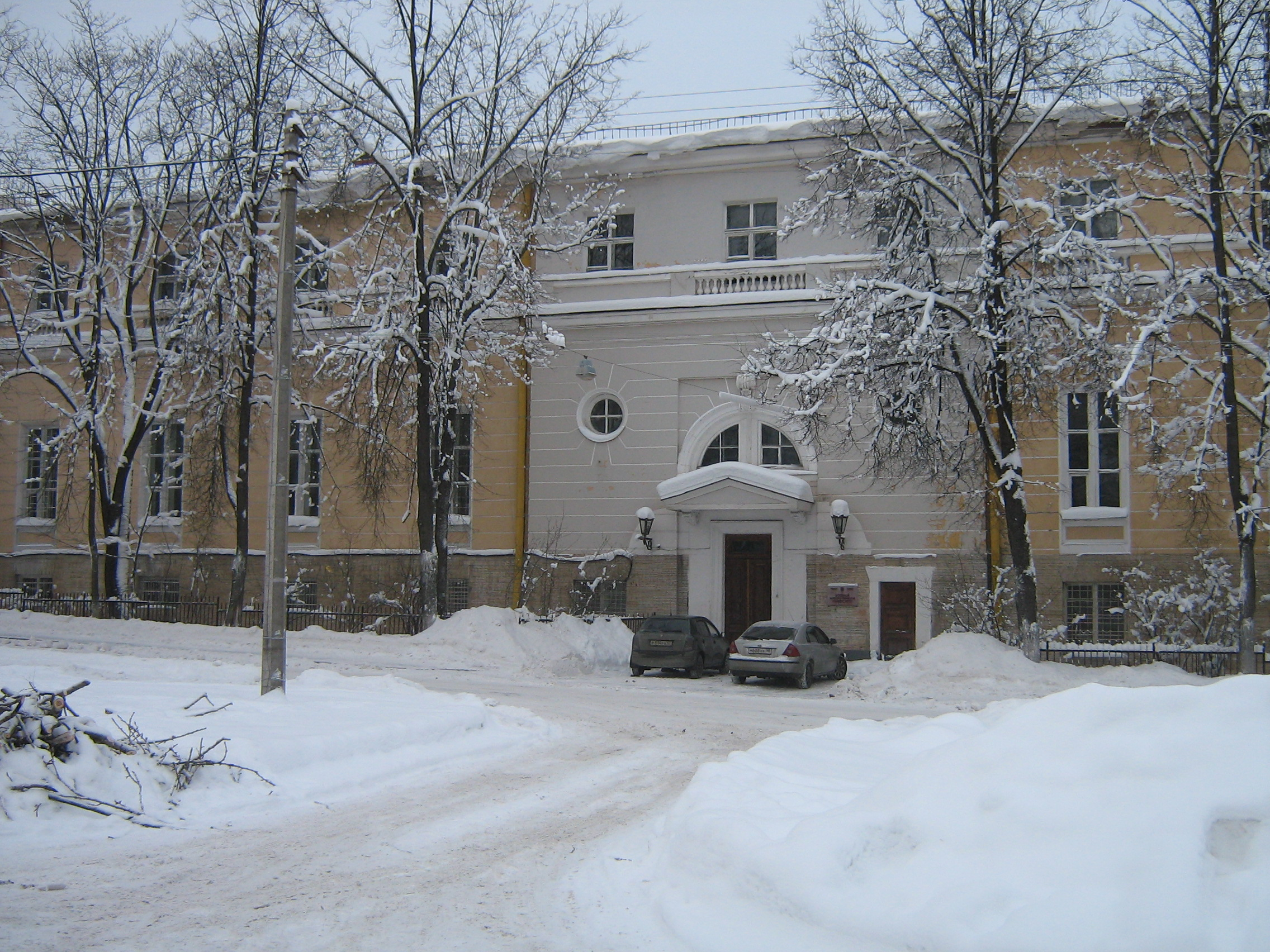
Дворец княгини Палей
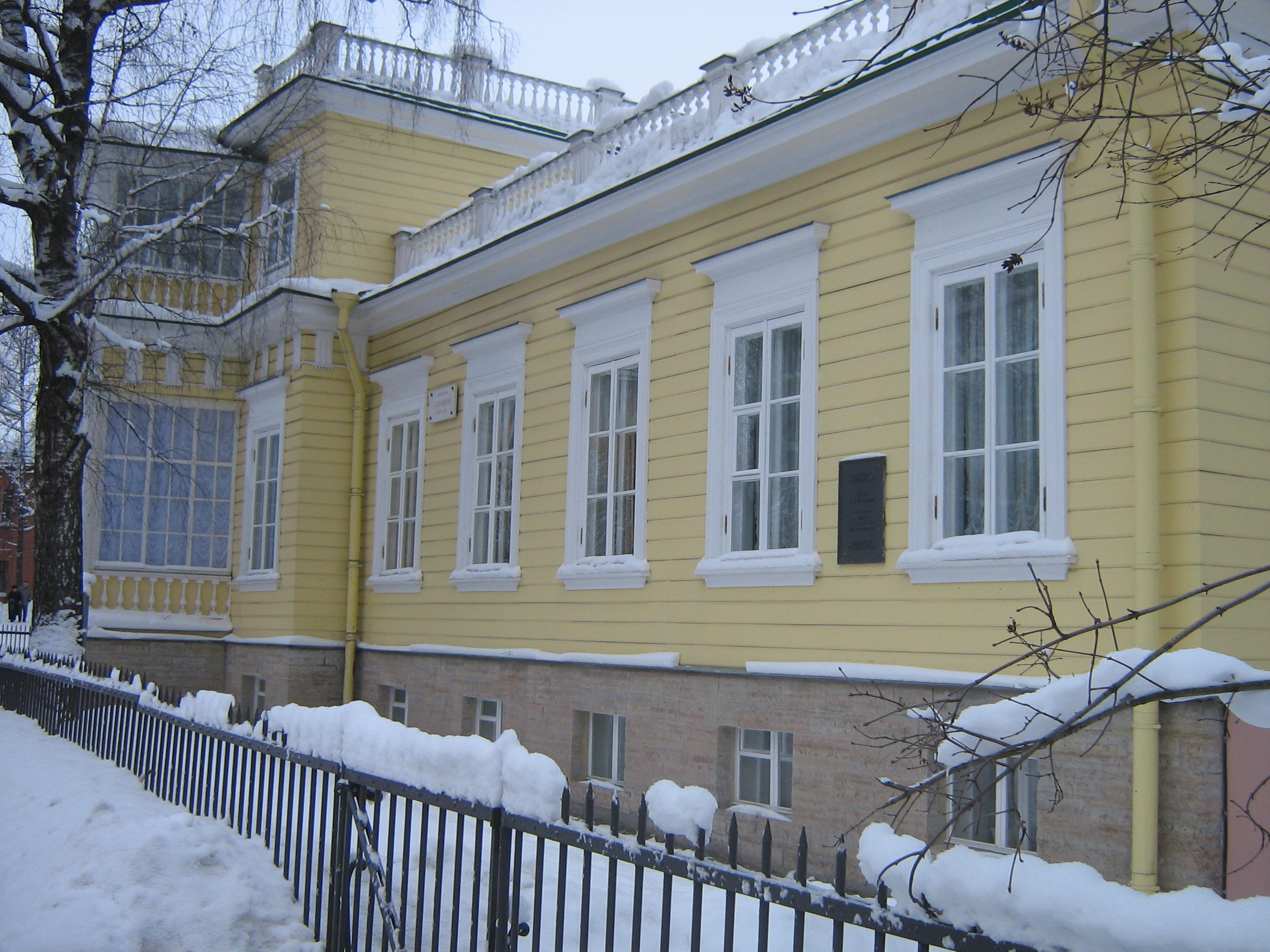
Мемориальный Музей-дача А. С. Пушкина

## Экономика
По состоянию на 1 января 2010 года в Пушкинском районе Санкт-Петербурга осуществляет свою деятельность 741 предприятие потребительского рынка, в том числе:
1. Предприятия общественного питания — 165;
2. Предприятия непродовольственной и продовольственной торговли (стационарные) — 358;
3. Гипермаркет, супермаркеты — 8;
4. Предприятия мелкорозничной торговли — 53;
5. Предприятия бытовых услуг — 162;
6. Торговые зоны — одна (ООО «Торговая зона „Лицейский переулок“»);
7. Рынки — один (сельскохозяйственный — ООО «Царскосельский рынок»).

Город активно осваивают крупные торговые сети, такие как «Пятёрочка», «Магнит», «Дикси», РиОМАГ и другие.
Реальную поддержку в работе предпринимателям оказывает торгово-промышленная палата городов Пушкина и Павловска. Через различные механизмы взаимодействия со структурами власти Палата содействует формированию благоприятного климата для развития бизнеса.
Ежегодно в сентябре в центре города Пушкина на площадке перед зданием Гостиного Двора (Московская ул., д. 25) проводится традиционный праздник Урожая. В 2009 году на празднике «Урожай-2009» было организовано 100 торговых мест, представлено более 40 наименований сельскохозяйственной продукции. Основные участники праздника «Урожай — 2009» в Пушкине — это местные сельхозпроизводители и фермерские хозяйства из других регионов Российской Федерации — Псковской, Волгоградской, Воронежской и Астраханской областей.

### Промышленность
Основой промышленного производства в городе является машиностроение, представленное такими предприятиями как Царскосельский завод «София» (производство путевой техники для железной дороги) — не действует с 11.02.2008 года, Пушкинский машиностроительный завод (производство узлов машиностроения, строительных металлоконструкций, бурового инструмента и оборудования, геотехнических анкерных систем), «НПО СТИГМАШ» (Строительство инженерных коммуникаций для водоснабжения и водоотведения, газоснабжения), станкостроительный завод «Астра», Пушкинский ремонтно-механический завод, прокатный «ДВТ-НЕВА» (компания ликвидирована 6 ноября 2012 года), а также Невский завод металлоконструкций, завод «Рострак», завод сухих строительных смесей «Альфапол». Есть несколько организаций, занимающихся производством медицинского оборудования.
На территории города предоставляют свои услуги строительные фирмы и компании.
Большой научный потенциал города обуславливает наличие значительного количества проектных организаций.
В городе расположен асфальтобетонный завод № 1 и камнеобрабатывающий завод «МЕДВЕДЬ».

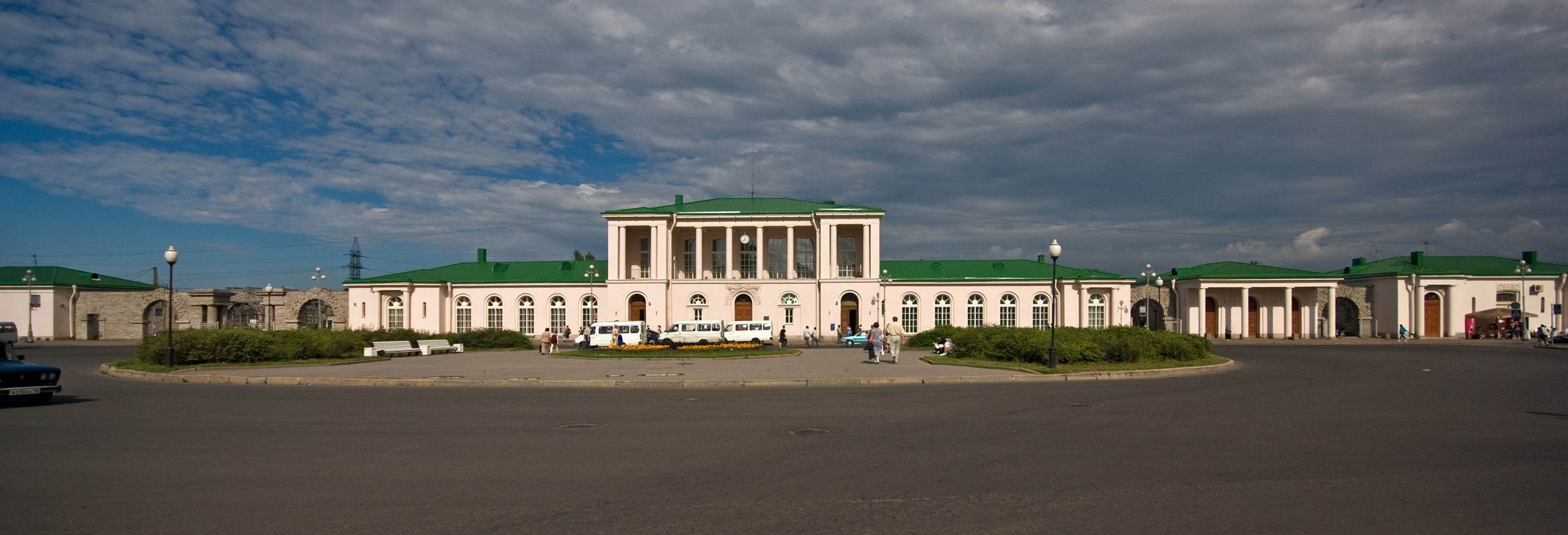
Здание железнодорожного вокзала станции Царское Село

Работают несколько предприятий деревообрабатывающей промышленности и мебельных производств.
В городе активно развивается пищевая промышленность. В настоящее время действуют производство замороженных мясных полуфабрикатов «Дарья», пивоваренный завод «Тинькофф» (принадлежит крупнейшему производителю пива в России — компании «САН ИнБев», производство остановлено с конца 2008 года), хлебопекарня «Царскосельский хлеб».
В 2007 году запущен в эксплуатацию домостроительный комбинат «Славянский». В конце 2008 года с вводом второй очереди производства, комбинат стал крупнейшим в России производителем каркасно-панельных домов.

### Военная инфраструктура
В городе находится Пушкинский военный гарнизон. Действует гарнизонный военный суд(находится в СПб., ул. Большая Морская,1). В районе Софии расположено несколько военных частей авиационного и артиллерийского профилей. Солдаты проходят срочную службу, частности, в военной школе поваров № 228. Для лечения личного состава МО в городе находится Филиал № 1 ФГБУ «442 военный клинический госпиталь» МО РФ. Неподалёку от города расположен военный аэродром и 20-й авиационный ремонтный завод Минобороны России.
C 2006 года выполняется программа строительства жилья для военнослужащих. К настоящему времени на территории, площадью 325 777 м², ограниченной улицами Сапёрной, Гусарской, Парковой и Красносельским шоссе, построено более 60 домов на 2566 квартир общей площадью 159,2 тыс.м² со всеми коммуникациями. Также построена новая школа и детский сад. Проектно-сметная документация готовится в том числе 58-м центральным проектным институтом. Программа рассчитана до 2012 года.

## Транспорт
Пушкинский район имеет развитую транспортную инфраструктуру. Население района обслуживается пригородными электропоездами и автобусами. На территории Пушкинского района действует несколько десятков автобусных маршрутов.
Через Пушкин проходит железнодорожная линия Санкт-Петербург — Витебск Октябрьской железной дороги. В черте города находятся платформа Детскосельская, станции Царское Село и Павловск (на границе с одноимённым городом). Большое значение имеют станции — Александровская и Шушары, находящиеся в окрестностях города, на них производятся погрузо-разгрузочные работы.
Недалеко от Пушкина проходят три крупные международные трассы: М10 E 105 «Россия», Р23 E 95 «Псков» и А180 E 20 «Нарва», позволяющие добраться до Москвы, Луги и т. д. Кроме того, вблизи от города проходит трасса КАД.
До Санкт-Петербурга можно добраться по Пулковскому шоссе, Московскому шоссе и по Витебскому проспекту.

## Социальная сфера

### Учреждения культуры
В городе работают семь библиотек, включая Центральную библиотеку им. Д. Н. Мамина-Сибиряка и Центральную детскую библиотеку, Детский кинотеатр «Авангард».
До 2008 года существовал кинотеатр «Руслан», после реконструкции на его базе в 2010 году был открыт Дом молодёжи «Царскосельский». На эти цели из городского бюджета выделено 231,6 млн рублей. Теперь здесь, помимо современного кинозала, оснащённого проекционной и звуковоспроизводящей аппаратурой на 700 мест, разместились различные молодёжные и детские секции, кружки и клубы, поэтическое кафе, а также здесь находятся офисы многих местных молодёжных организаций.
Действует различные учреждения культуры: «Пушкинский районный дом культуры» (ансамбль ветеранов труда, детские курсы игры на фортепиано, «Зов водолея» — студия современного танца, студия танца живота «Исида», ансамбль русской песни «Калинушка», кружки визажистов-стилистов, курсы сольного пения, курсы игры на гитаре, игры на фортепиано, курсы шейпинга, пилатес, курсы практического массажа, курсы практического шитья, «Народный театр», и т. д.); Дворец творчества юных; дошкольный центр развития «Альтернатива»; Дом культуры «Сувенир»; пушкинский гарнизонный Дом офицеров; межшкольный центр информационной культуры «Интеллект»; пушкинский районный подростковый центр «Пушкинец»; молодёжный клуб «Юность».
В октябре 1991 года дал свой первый концерт Царскосельский камерный хор «Петербургские серенады». C 1993 года ежегодно вручается Царскосельская художественная премия. Премия присуждается за творческий вклад в развитие российской культуры и искусства и укрепление международных культурных связей.
В Буферном парке проходит масштабный концерт под открытым небом «Пушкин — Драйв», в котором принимают участие как начинающие, так и популярные команды из разных городов России и Европы.
Царскосельский дивертисмент — Открытые собрания Общества камерной музыки в Царском Селе. В 2010 году фестиваль пройдёт во второй раз — поздравить Царское Село с 300-летием приедут выдающиеся музыканты со всего мира.

### Городские музеи

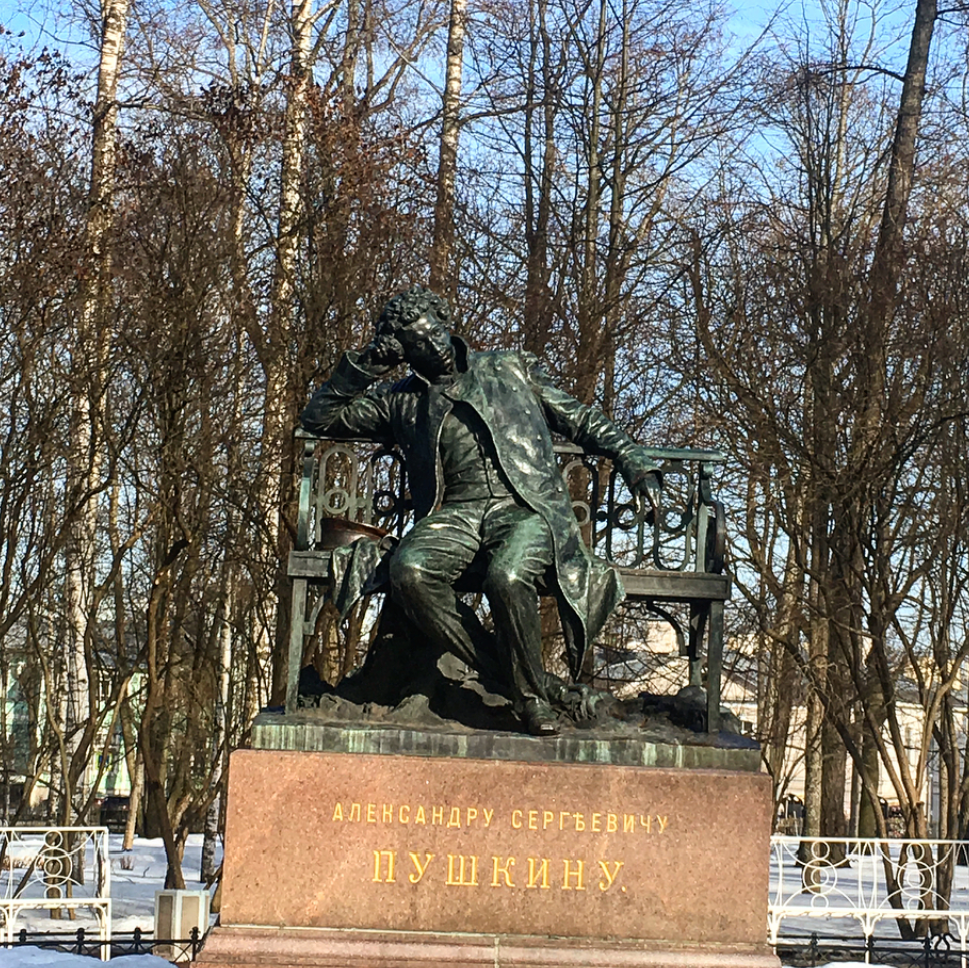
Памятник А. С. Пушкину

- Мемориальный музей-дача А. С. Пушкина (1827, архитектор В. М. Горностаев, Пушкинская ул., 2/19) — расположен в одноэтажном деревянном доме вдовы придворного камердинера А. К. Китаевой. Здесь поэт провёл с молодой женой Натальей Николаевной лето 1831 года. Экспозиция рассказывает о быте и творчестве поэта той поры, в мезонине воссоздан его рабочий кабинет.59°43′26″ с. ш. 30°24′00″ в. д.HGЯO
- Историко-литературный музей города Пушкина[120] (1977, с 1986 года располагается в бывшем здании Городского управления, Леонтьевская улица, 28) — имеет около 30 тысяч единиц хранения по тематике, связанной с историей Царского Села и проживавшими здесь историческими деятелями.59°43′16″ с. ш. 30°24′18″ в. д.HGЯO
- Дом-музей П. П. Чистякова (Московское шоссе, 23) — расположен в изящном доме, являющемся уникальным памятником русского деревянного зодчества. Мемориальная экспозиция, посвящённая выдающемуся русскому художнику.59°42′47″ с. ш. 30°25′34″ в. д.HGЯO
- Музей «Царскосельская коллекция» (1909, архитектор Г. Г. Голи, Магазейная улица, 40) — музей современного традиционного искусства, включающий произведения ведущих мастеров живописно-пластического реализма различных школ и направлений, начиная с 1910-х годов по настоящее время. Размещается в здании стиля модерн с элементами готики[121].59°43′22″ с. ш. 30°24′28″ в. д.HGЯO
- Музейная экспозиция «Анна Ахматова. Царское Село» (с 1999 года, Царскосельская гимназия искусств имени Анны Ахматовой, Леонтьевская улица, 17) — в основу экспозиции была положена коллекция почётного гражданина города Пушкина С. Д. Умникова.59°43′10″ с. ш. 30°24′13″ в. д.HGЯO

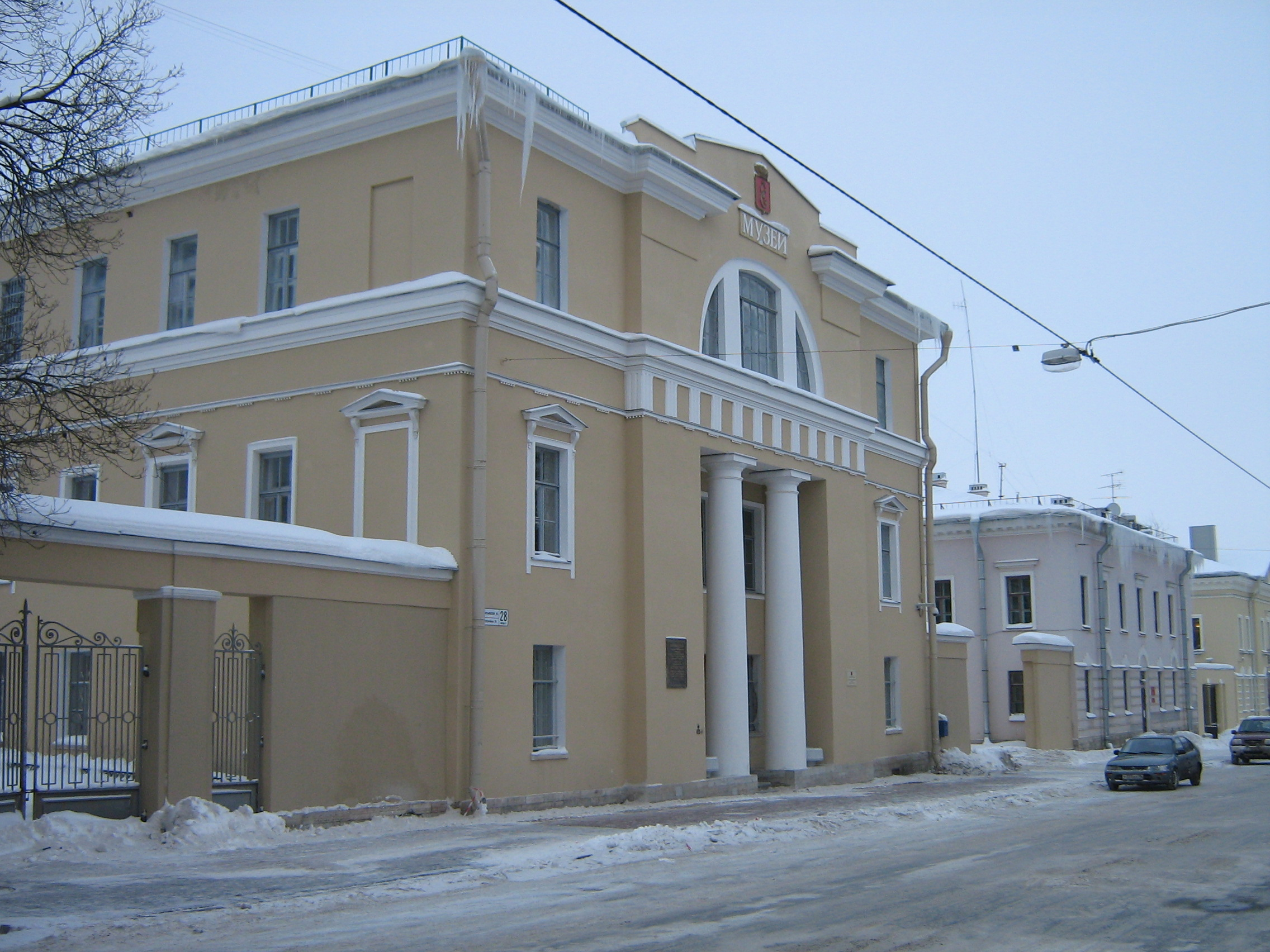
Историко-литературный музей города Пушкина
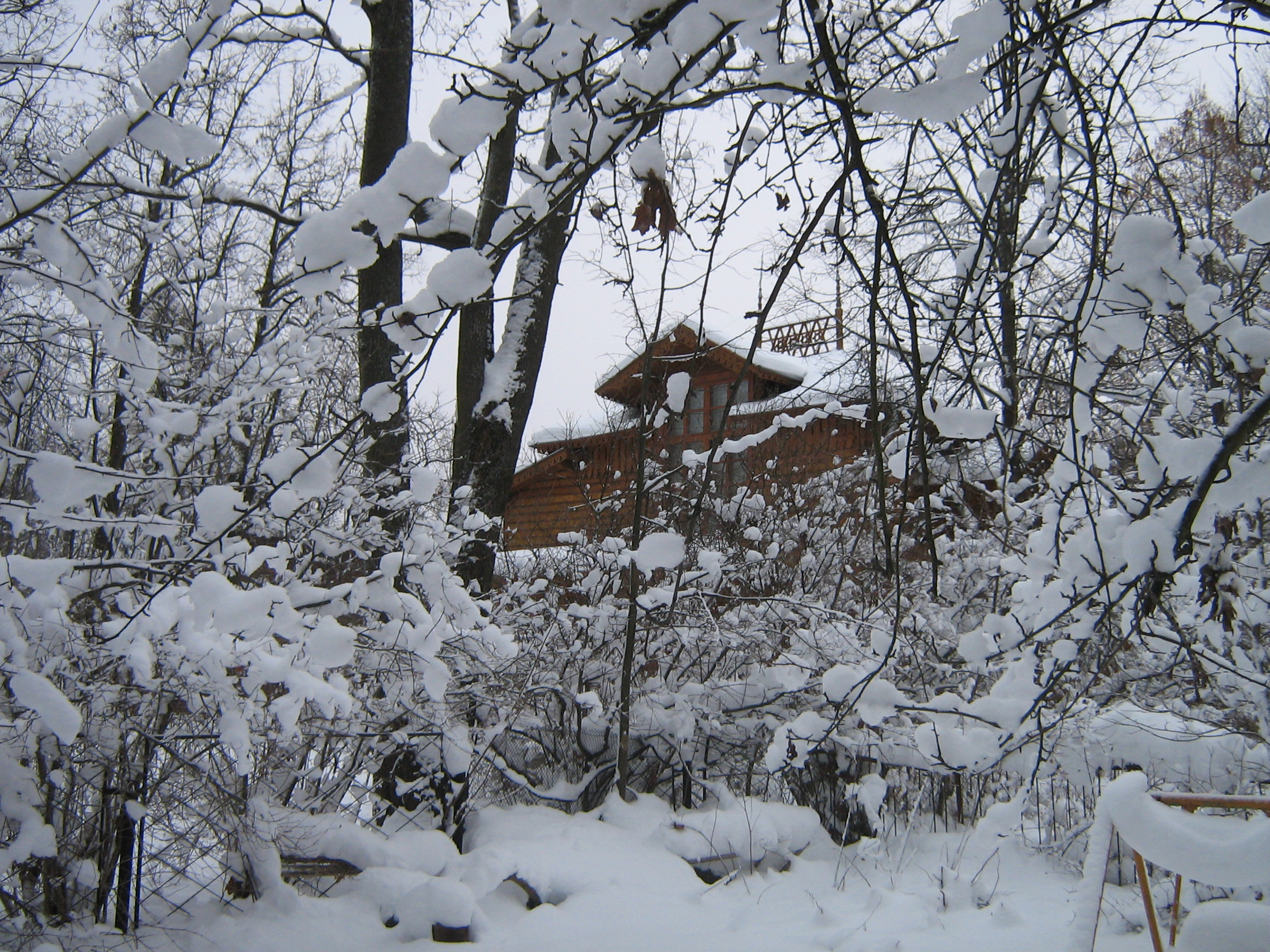
Дом-музей П. П. Чистякова
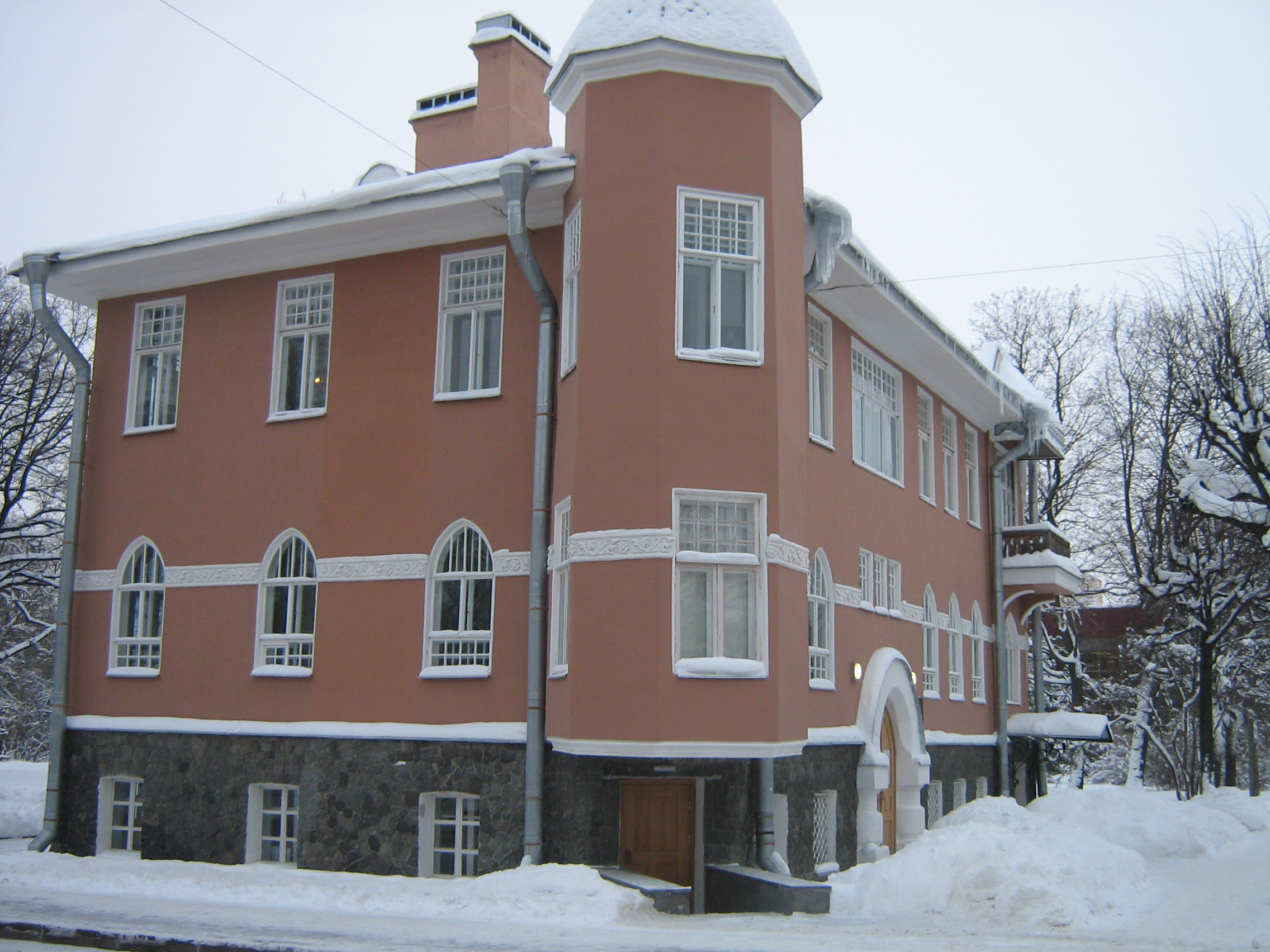
Музей «Царскосельская коллекция»
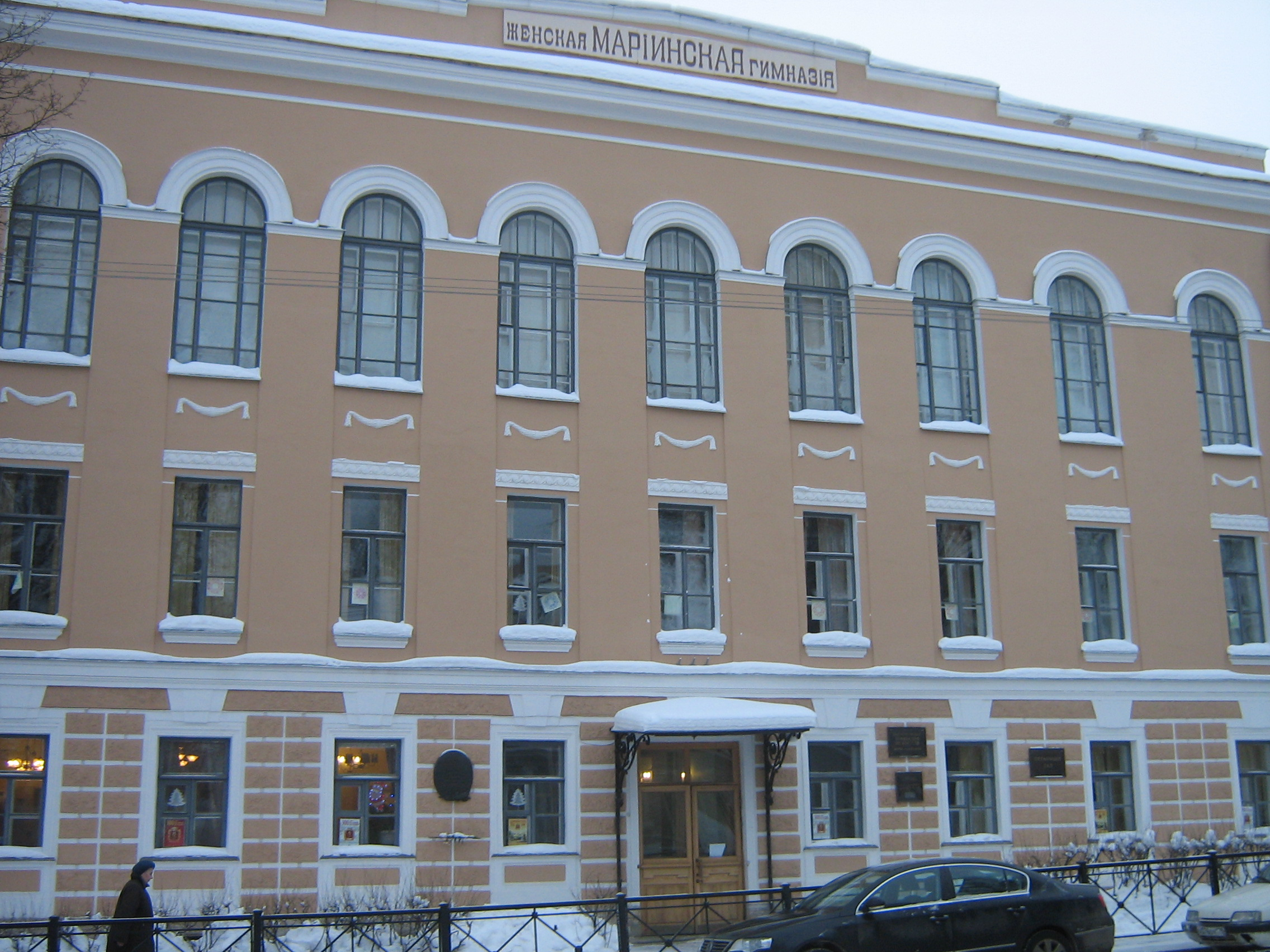
Музейная экспозиция «Анна Ахматова. Царское Село»

### Научные центры
Город является крупным центром сельскохозяйственной науки. Здесь располагаются многие научные центры и лаборатории: Северо-Западный научный центр Российской академии сельскохозяйственных наук; Всероссийский научно-исследовательский институт генетики и разведения сельскохозяйственных животных (находится в п. Тярлево); Всероссийский научно-исследовательский институт защиты растений; Всероссийский научно-исследовательский институт сельскохозяйственной микробиологии; Всероссийский научно-исследовательский Государственный институт растениеводства им. Вавилова (Пушкинский филиал); Научно-исследовательский институт химической мелиорации почв (с 1999 года объединён с Агрофизическим НИИ, а его сотрудники вошли в отдел 120 Физико-химической мелиорации и опытного дела); Научно-исследовательский институт экономики и организации сельскохозяйственного производства Нечернозёмной зоны РФ (в 1998 году переименован в Северо-Западный научно-исследовательский институт экономики и организации сельского хозяйства, а с мая 2020 года — Институт аграрной экономики и развития сельских территорий, структурное подразделение Санкт-Петербургского Федерального исследовательского центра Российской академии наук); Научно-исследовательский институт проектирования энергоснабжения; Научно-исследовательский институт механизации и электрификации сельского хозяйства (в 1998 году переименован в Северо-Западный научно-исследовательский институт механизации и электрификации сельского хозяйства, а с 2014 года — Федеральное государственное бюджетное научное учреждение «Институт агроинженерных и экологических проблем сельскохозяйственного производства»), государственное научное учреждение «Ленинградская плодовоовощная опытная станция» (пос. Красная Славянка).

### Учебные заведения
В городе Пушкине 12 средних общеобразовательных школ, 24 детских сада и яслей, школы-интернаты № 16 и № 67, лицеи № 408 и № 522, гимназия № 406, кадетская школа (в г. Павловске), Первый пограничный кадетский военный корпус ФСБ РФ, межшкольный учебный комбинат. Среднее образование можно получить в Российском колледже традиционной культуры и Санкт-Петербургском техникуме железнодорожного транспорта.
Высшее образование

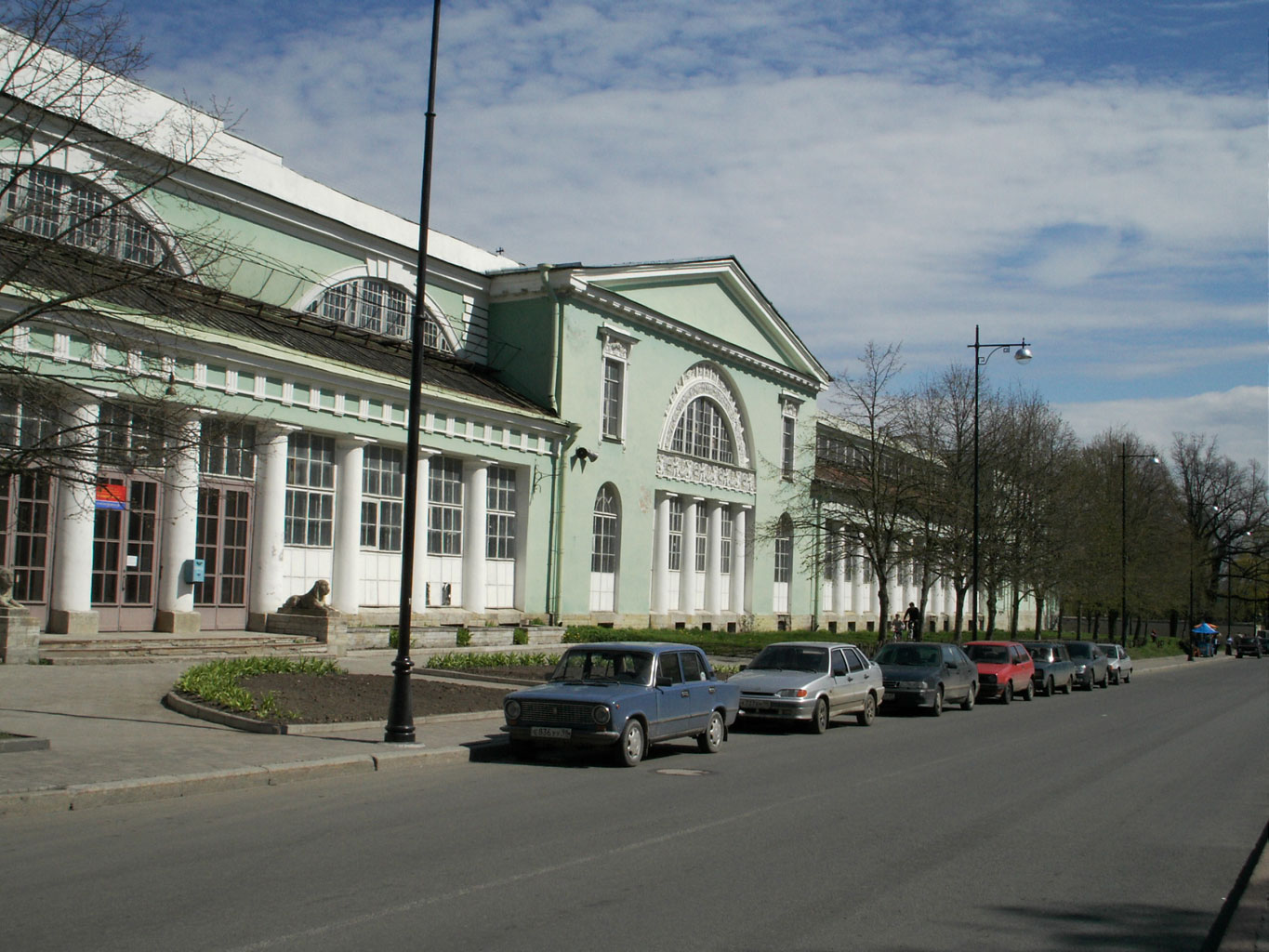
Один из корпусов аграрного университета

- Санкт-Петербургский государственный аграрный университет
- Ленинградский государственный университет имени А. С. Пушкина
- Институт правоведения и предпринимательства
- Учебный центр ГУВД по Санкт-Петербургу и Ленинградской области[101]
- Военно-морской инженерный институт (бывшее ЛВВМИУ имени В. И. Ленина),
- Военный институт (систем и средств обеспечения войск) ВКА — институт Военно-космической академии им. А. Ф. Можайского (бывшее ПВУРЭ ПВО имени Е. Я. Савицкого)[126].

В городе работают учреждения дополнительного образования: детская художественная школа № 20 имени И. Л. Саутова; СПб ГБУ ДО «Царскосельская гимназия искусств имени А. А. Ахматовой (детская школа искусств)», СПб ГБУ ДО «Детская музыкальная школа № 45 Пушкинского района», а также существует много специализированных школ по изучению иностранных языков.

### Здравоохранение
В настоящее время в Пушкине работают следующие медицинские учреждения:
- городская больница № 38 им. Н. А. Семашко (с родильным отделением); городская больница № 8; научно-исследовательский детский ортопедический институт им. Г. И. Турнера (специалисты института выполняют уникальные хирургические операции на органах опорно-двигательного аппарата у детей. В институте разработаны специальные методики обучения лечащихся детей); Пушкинский гарнизонный госпиталь; городская поликлиника № 60 (поликлинические отделения № 66 и № 89); детская поликлиника № 49; станция скорой медицинской помощи № 4;
- родильный дом — акушерское отделение городской больницы № 38; городская станция переливания крови; стоматологическая поликлиника № 19; психоневрологический интернат № 4; наркологический диспансер № 1; противотуберкулёзный диспансер со стационаром; подростковый туберкулёзный санаторий «Дружба»; детские туберкулёзные санатории «Пушкинский» и «Малютка», а также большое количество частных медицинских учреждений разного профиля[101]. На Павловском шоссе, д. 93 действует ФГБУЗ «Санкт-Петербургский Дом-пансионат ветеранов науки Российской академии наук»[128].

На Школьной улице расположено некоммерческое медико-социальное учреждение: «Дом ветеранов-архитекторов» Санкт-Петербургского союза архитекторов России (с 11.11.2015 года не действует).
Действует около 30 аптек различных форм собственности, три ветеринарные клиники.

### Религия
В городе расположено большое количество храмов и часовен, как действующих, так и нет, принадлежащих к различным конфессиям. Подавляющее большинство являются объектами культурного наследия.
Православные храмы:

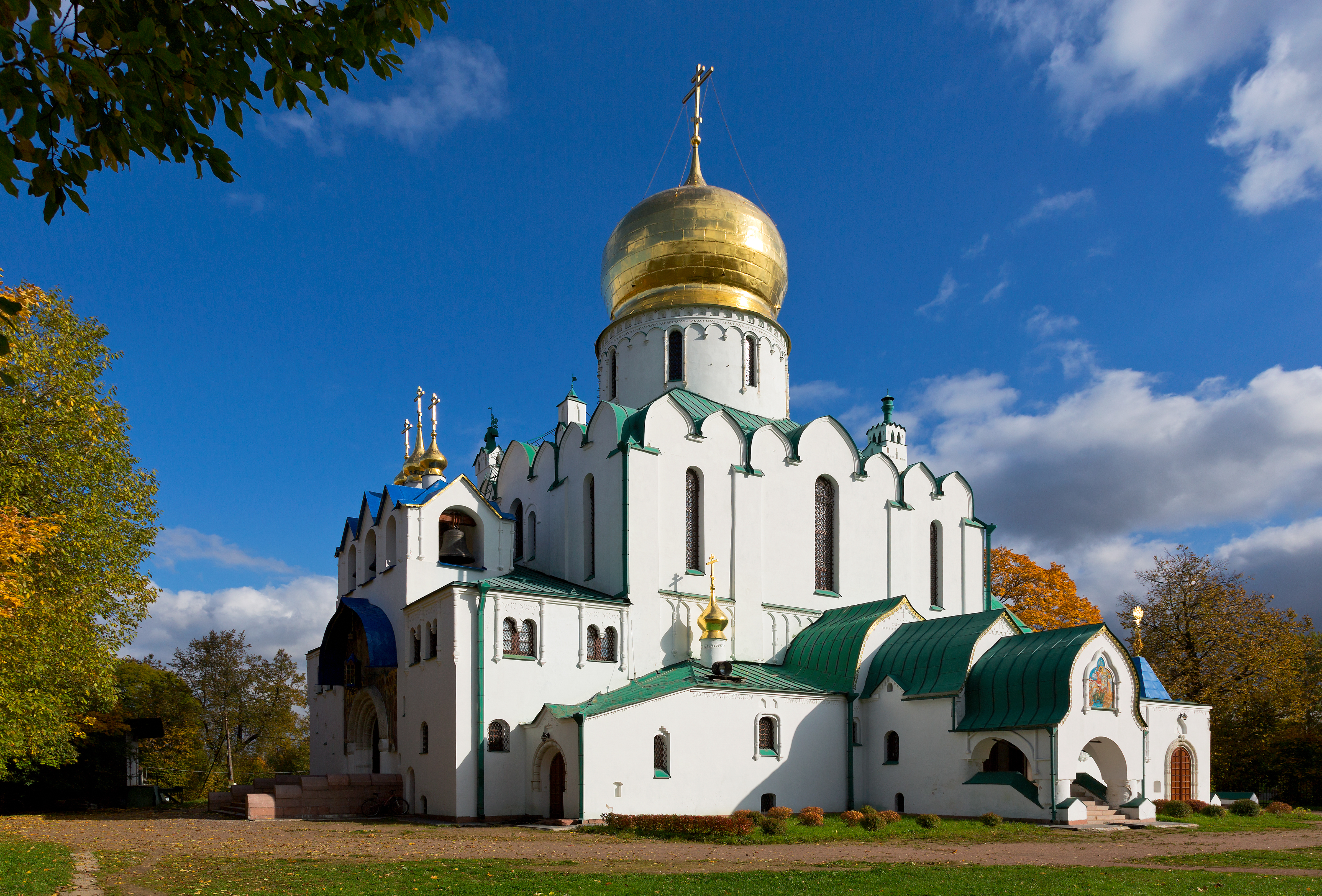
Фёдоровский Собор осенью

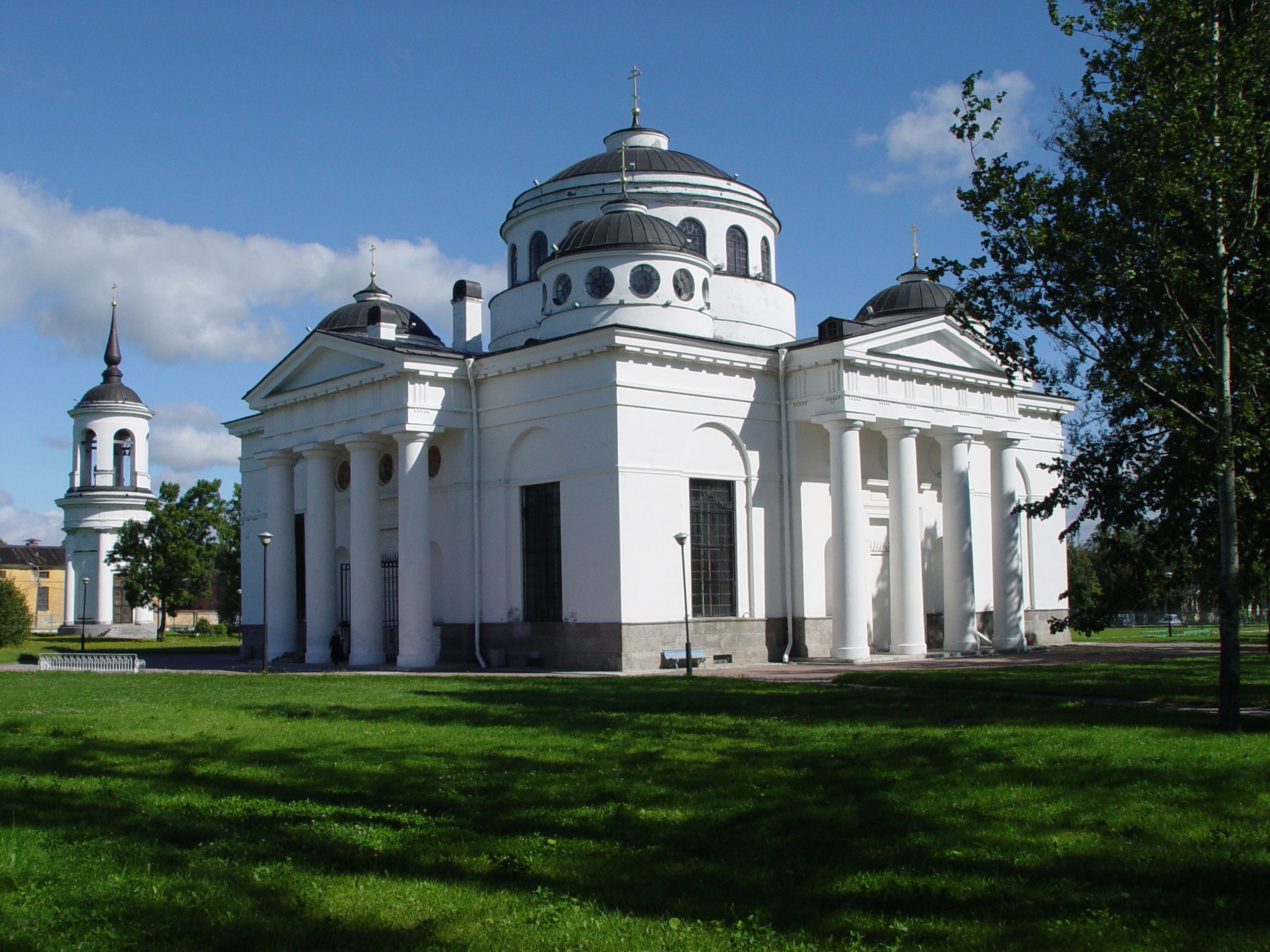
Софийский собор

- Феодоровский Государев собор (1909—1912, архитектор В. А. Покровский, Академический просп., 34) — считался домовым храмом императорской семьи.

В непосредственной близости расположен Фёдоровский городок — комплекс зданий в неорусском стиле, построенный в 1913—1917 годах по проекту архитектора С. С. Кричинского. Он предназначался для проживания священников и служащих Феодоровского собора. С 1976 года ведутся реставрационные работы, с 1994 года восстанавливается как патриаршее подворье.
- Знаменская церковь (1734—1747, архитектор И. Я. Бланк, Садовая ул., 2а) — действующая православная церковь, старейшее каменное здание города в стиле петровского барокко.
- Пантелеймоновская церковь при больнице им. Семашко — действующая православная церковь.
- Церковь Рождества Пресвятой Богородицы при бывшей Царскосельской гимназии (1870—1872, архитекторы И. А. Монигетти, А. Ф. Видов, Набережная ул., 12/66) — действующая православная церковь в стиле эклектики. Была закрыта в 1922 году. С 1988 года на протяжении нескольких лет в помещении гимназической церкви размещался кукольный театр «Деревянная лошадь», затем — склад. Вновь открыта 25 января 2007 года.
- Скорбященская церковь при бывшей общине Красного Креста (1912—1914, архитектор С. А. Данини, Леонтьевская ул., 35) — ныне действующая православная церковь в неорусском стиле. В 1923 году была закрыта; в 2006 году возвращена верующим.
- Церковь-часовня благоверного князя Игоря Черниговского (1997—1998, архитектор В. Б. Бухаев, Московская ул., 24) — действующая православная часовня.
- Екатерининский собор (1835—1840, архитектор К. А. Тон) — православный собор, заложен в 1835 году по указу императора Николая I, освящён в 1840 году. По постановлению президиума Леноблисполкома от 11 июля 1938 года Екатерининский собор был закрыт, а в июне 1939 года — взорван. В 2010 году полностью восстановлен по сохранившимся оригинальным чертежам автора. В храме находятся мощи великомученицы Екатерины, священномученика Иоанна Царскосельского, афонская икона Божией Матери и список с иконы «В скорбях и печалях Утешение».
- Софийский (Вознесенский) собор (1782—1788, архитекторы Ч. Камерон, И. Е. Старов, Софийская пл., 1) — действующий православный собор в классическом стиле.
- Церковь Казанской иконы Божией Матери на Казанском кладбище (1785—1790, архитектор Д. Кваренги) — православная церковь в стиле раннего классицизма. 11 апреля 1995 года храм был возвращён Русской православной церкви и приписан к приходу Софийского (Вознесенского) собора; 2 мая 1995 году был отслужен первый молебен. При храме действует часовня святителя Николая, в которой проводятся панихиды и отпевания. К 2011 году была полностью отреставрирована на государственные средства[131].
- Иулиановская церковь, бывшего лейб-гвардии Кирасирского его величества полка (архитекторы: В. Н. Курицын , 1895 и В. А. Данини, 1896—1898), Кадетский бульв., 7 — православная церковь в русском стиле. В 2013 году начаты восстановительные работы[130][132].
- Церковь преподобного Сергия Радонежского (1903—1904, архитектор А. Г. Успенский, Фуражный пер., 4) — православная церковь, восстановлена; торжественно освящена 8 декабря 2014 года как храм при Духовно-просветительском центре Царскосельского благочиния, проводятся регулярные богослужения.
- Часовня Святителя Иоасафа Белгородского (Кадетский бульвар, 23) — часовня расположена на режимной территории института радиоэлектроники космических войск им. Савицкого.
- Часовня Благовещения Пресвятой Богородицы на Кузьминском кладбище (2005—2007, архитектор С. Н. Кондратьев) — действующая православная часовня на месте разрушенного в 1944 году каменного храма Благовещения Пресвятой Богородицы, сооружённого в 1783—1785 годах в классицистическом стиле по проекту Дж. Кваренги.

Инославные храмы:
- Кирха — Евангелическо-лютеранская церковь, построенная в стиле неоготики, приход входит в состав Евангелическо-лютеранской Церкви Ингрии[133].
- Костёл — Римско-католическая церковь св. Иоанна Крестителя (католический собор в классическом стиле)[130][134].

Активно восстанавливается Пушкинская церковь евангельских христиан баптистов (Московское шоссе, 17).

### Кладбища
В городе находятся два кладбища: Казанское (Гусарская ул., 1), площадью 28,83 га и Кузьминское, площадью 4,6 га, расположено на въезде в Пушкин по Петербургскому шоссе.

### Спорт
В городе работает Детско-юношеская спортивная школа олимпийского резерва (ДЮСШОР). За годы деятельности с 1947 по 2010 год школой было подготовлено три заслуженных мастера спорта, 19 мастеров спорта международного класса, 34 мастера спорта СССР, 28 мастеров спорта России.
Действуют несколько конно-спортивных клубов, спортивная детско-юношеская стрелково-техническая школа и ферма, муниципальное учреждение «Спортивно-культурный центр имени А. А. Алёхина», Федерация компьютерного спорта (Санкт-Петербургское отделение), два бассейна — «Атлантида» (не работает) и бассейн военно-морского инженерного института, большое количество спортивных секций и фитнес-клубов.
Ежегодно проходит более сорока спортивно-массовых соревнований, среди которых:
- Легкоатлетические пробеги: «Гатчина — Пушкин», «Павловск — Пушкин» и старейший пробег России «Пушкин — Санкт-Петербург» (проводимый с 1923 года; другое его название — «Пулковский меридиан»)[139];
- «Джип-триал» на пересечённой местности;
- Чемпионат мира по водномоторному спорту в классе «Формула будущего»[140];
- Фестиваль свингового танца «Pushkin Swing City»;
- Детский шахматный фестиваль среди сборных команд районов и клубов Санкт-Петербурга;
- Турнир по быстрым шахматам среди сборных команд ветеранов районов и клубов Санкт-Петербурга;
- Открытое первенство района по настольному теннису[141].

В ноябре 2007 года после реконструкции открылся городской стадион. Стадион включает в себя: футбольное поле с искусственным покрытием размерами 104 на 69 метров; беговые дорожки с искусственным покрытием; сектора для прыжков и толкания ядра; трибуны на 1,5 тыс. мест с подсобными помещениями (четыре раздевалки с душевыми, тренерские, судейские, тренажёрный зал и вспомогательные помещения для качественного проведения соревнований по футболу, лёгкой атлетике и другим игровым видам спорта).
На стадионе проводит свои домашние матчи возрождённый в 2009 году футбольный клуб «Царское Село», который участвует в Первенстве Санкт-Петербурга среди мужских команд, а с 2012 года представлен отдельной командой и в молодёжном первенстве города.
В городе активно реконструируются пришкольные стадионы. Настилается искусственное покрытие, строятся беговые дорожки и пришкольные спортивные комплексы.
В 2009 году создано Санкт-Петербургское государственное учреждение «Центр физической культуры, спорта и здоровья „Царское Село“ Пушкинского района» для организации и проведения спортивно-массовой, физкультурно-оздоровительной работы и вовлечения в занятия физической культурой и спортом людей, проживающих в районе.
В 2010 году при Центре создана баскетбольная команда «Царское Село» (главный тренер Максим Ефимчик), участвующая в петербургском первенстве. Наивысшим достижением которой является третье место в турнире Первой группы.

## СМИ
В Пушкине действует кабельное телевидение. С 1991 года по каналу кабельной связи телекомпании «Царское Село» в эфир выходит телеканал «Царское Село». 
Также в городе выходят следующие периодические издания:
- «Царскосельская газета» (выходит с 1906 года)[147] — уделяет большое внимание вопросам культуры, развития международных связей, освещает деятельность органов управления и местного самоуправления, даёт анализ событий, происходящих на территории района;
- газета «Муниципальный вестник» — публикация официальных и информационных материалов о деятельности Пушкинского муниципального Совета;
- газета «Муниципальный телеграф».

## Города-побратимы
Города-побратимы Пушкина:
| - Валдайский район, Россия (2013) - Лоухский район, Карелия, Россия (1999) - Олёкминск, Россия (2002) - Новополоцк, Беларусь (2003) - Семей, Казахстан (1995) - Ольборг, Дания (1976) - Нойкёльн, Германия (1991) - Цербст, Германия (1994) | - Камбре, Франция (2003) - Валанс, Франция (2017) - Мантуя, Италия (2000) - Верия, Греция (2015) - Бельцы, Молдова (2015) - Вустер, США (1987) - Каламазу, США (1992) - Графство Нассау, штат Нью-Йорк, США (1996) |